# Mikojan-Gurewitsch MiG-17
Die Mikojan-Gurewitsch MiG-17 (russisch Микоян-Гуревич МиГ-17, NATO-Codename: Fresco) war ein einstrahliges Kampfflugzeug der Zeit des Kalten Krieges aus sowjetischer Produktion. Hersteller war Mikojan-Gurewitsch.
In der Grundausführung war die MiG-17 ein einsitziger Mitteldecker, der über ein einziehbares Fahrwerk und eine Druckkabine verfügte. Die Maschine beruhte auf den Erkenntnissen, die mit der MiG-15 gesammelt worden waren. Das Kampfflugzeug wurde in mehreren Varianten in Großserie hergestellt und in einer Reihe weiterer Staaten in Lizenz gefertigt. Nachfolger war die MiG-19.

## Entwicklung

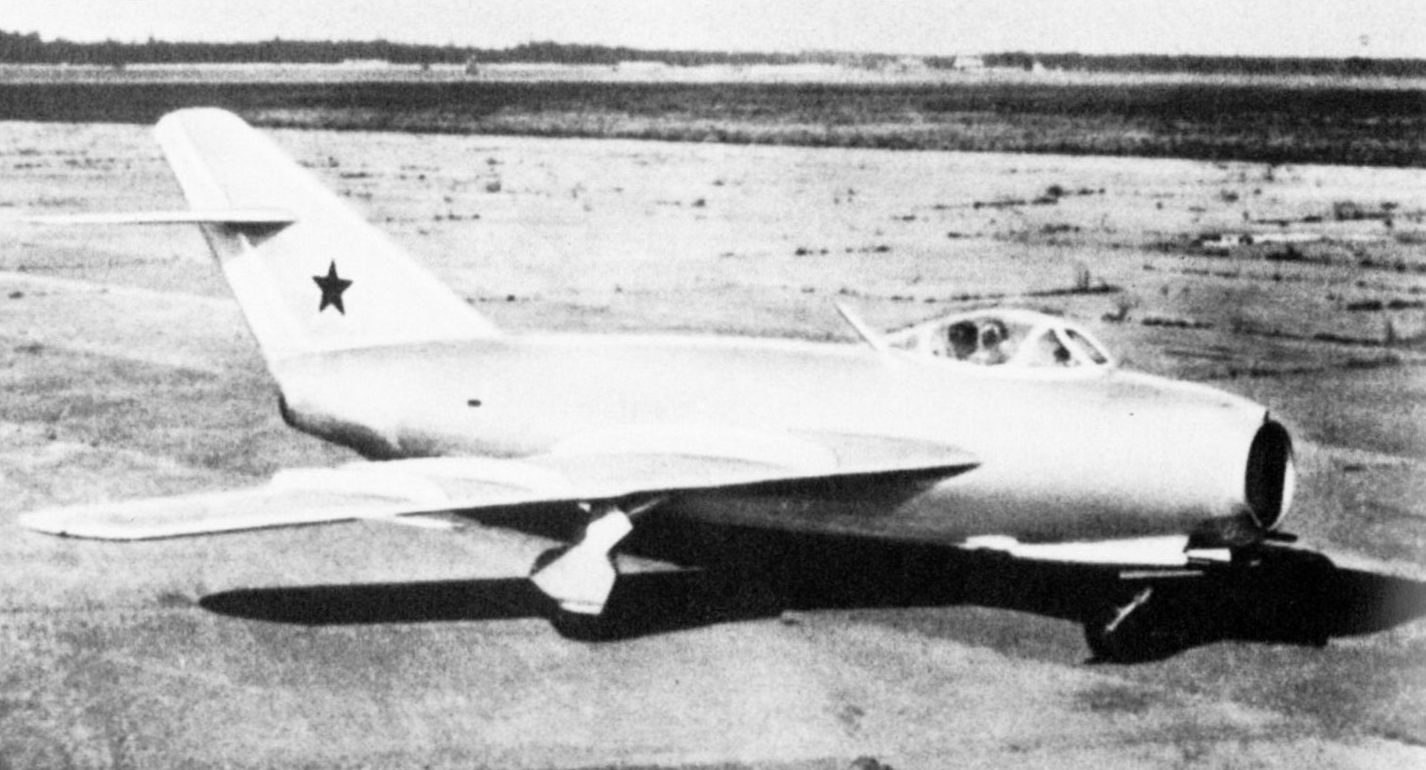
Die SI-2

Im Gegensatz zu den meisten sowjetischen Kampfflugzeugen entstand die MiG-17 nicht infolge einer Ausschreibung der sowjetischen Luftstreitkräfte/Luftverteidigung. Vielmehr ging es darum, die Mängel der MiG-15 durch eine Überarbeitung des Flugzeuges zu beseitigen. Insbesondere betraf dies das schlechte Flugverhalten im Hochgeschwindigkeitsflug. Durch die besonders im transsonischen Geschwindigkeitsbereich erkennbar werdenden aerodynamischen Mängel kam es bei der MiG-15 zum plötzlichen Abkippen nach einer Seite und anderen Effekten, die einer Verwendung als stabile Waffenplattform im Wege standen. Ein weiterer Kritikpunkt war die Trudelneigung der MiG-15. Außerdem ergaben Tests mit dem Projekt „SJe“, dass selbst mit einer stärkeren Motorisierung die MiG-15 nicht überschallfähig war. Die Ursache dafür sah man in den noch nicht zufriedenstellenden Pfeilflügeln. Deshalb wurde im Januar 1949 beschlossen, ein Entwicklungsteam damit zu beauftragen, die aerodynamischen Schwächen der MiG-15 zu beseitigen. Daraus entstand das Projekt eines taktischen Jagdflugzeuges mit der Bezeichnung SI (I-330) und eines mit einem Radargerät ausgerüsteten Allwetter-Abfangjägers, der SP-2, die jedoch dieselben Tragflächen und weitestgehend dieselbe Zelle erhalten sollten.
In Zusammenarbeit mit dem ZAGI entwickelte das OKB Mikojan ein neues Tragwerk mit einem wesentlich dünneren Profil und einer stärkeren Pfeilung. Um die Tragflächen zu versteifen, wurde eine dickere Beplankung gewählt. Die Vorderkante war innen 49° und außen 45°30’ gepfeilt, was den Luftwiderstand im transsonischen Bereich deutlich verringerte. Um das neue Flugzeug nicht zu „überstabilisieren“, erhielten die Flächen eine negative V-Stellung von −3°. Drei Grenzschichtzäune auf jeder Seite verhinderten ein Abwandern der Luftströme und verbesserten die Querruderleistung.
Gegenüber der MiG-15 wurde der innere Grenzschichtzaun näher an den Rumpf gerückt. Im Bereich des Außenflügels wurde ein dritter Grenzschichtzaun verwendet. Die Querruder wurden vergrößert, insgesamt verstärkt und mit einem inneren Ausgleich versehen. Auf der rechten Seite gab es bei der SI eine Trimmfläche im Querruder. Als Hochauftriebshilfe wurde eine Zapklappe eingesetzt.
Als Basis diente die MiG-15bis, deren Zelle bis zum Spant 13 beibehalten wurde und an die die neuen Tragflächen montiert wurden. Angetrieben wurde die SI-1 genannte Maschine von einem Klimow WK-1-Radialtriebwerk ohne Nachbrenner. Der hintere Rumpf wurde um 900 mm verlängert. Die gesamte Rumpflänge betrug somit 8.805 mm. Die zweigeteilte Luftbremse wurde rechts und links unter dem hinteren Rumpf angebracht. Bei den Prototypen wies sie eine Gesamtfläche von 0,522 m² mit einer maximalen Auslenkung von 50° auf. Der maximale Auftriebsbeiwert verringerte sich gegenüber dem Ausgangstyp von 13,9:1 auf 13,6:1. Unter dem Rumpfheck wurden ein Falschkiel und ein Tailbumper montiert.
Die Arbeiten an den Prototypen SI-1, SI-2 und SP-2 wurden Anfang 1949 aufgenommen. Die SI-1 wurde im Juli 1949 fertiggestellt. Verschiedene Nachbesserungen führten jedoch zu einer Verzögerung und das Flugzeug wurde im Dezember 1949 mit dem LKW zum LII transportiert. Als Testpilot wurde Iwan Iwaschtschenko ausgewählt, der zu diesem Zeitpunkt bereits Held der Sowjetunion war.
Das erste eingebaute Triebwerk erwies sich als unbrauchbar und musste ausgetauscht werden, so dass sich der Erstflug verzögerte. Der Prototyp startete am 14. Januar 1950 zum Jungfernflug. Die Erprobung verlief zunächst erfolgreich, wobei sich zeigte, dass die MiG-17 bessere Flugeigenschaften im transsonischen Bereich besaß als die MiG-15. Am 1. Februar konnten bereits 1.114 km/h in 2,2 km Höhe erreicht werden, was Mach 1,03 entsprach. Die weiteren Tests sahen eine umfangreiche Überprüfung der Kunstflugeigenschaften des Prototyps vor. Am 20. März 1950 kam es dann zur Katastrophe. Iwaschtschenko beendete bei einem Testflug seine Aufgaben und ging von 11.000 m Höhe in den Sinkflug. Bei etwa 5.000 m ging das Flugzeug plötzlich in einen steilen Sturzflug über. Iwaschtschenko hatte die Kontrolle über die Maschine verloren, die ungebremst auf den Boden aufschlug und völlig zerstört wurde. Iwaschtschenko war sofort tot. Die Absturzursache war zunächst unklar, weil Iwaschtschenko keinen Funkspruch mehr absetzen konnte. Das Unglück musste also durch ein plötzliches Ereignis ausgelöst worden sein.
Bereits vor dem Unglück hatte Mikojan einem Testpiloten des NII WWS, Grigorij Sedow, die Mitarbeit im OKB MiG angeboten. Im März 1950 setzte Sedow das Testprogramm mit der SI-2 bis zum Ende des Jahres 1950 fort.
Im Verlauf der weiteren Erprobung mit der SI-2 konnte Sedow die Ursache des Absturzes der SI-1 feststellen, als er eine ähnliche Situation überlebte. Im Höchstgeschwindigkeitsflug bei etwa 1.000 km/h trat starkes Flattern des Rumpfhecks auf. Sedow nahm das Gas zurück und zog die Maschine nach oben. Dabei brachen links und rechts symmetrisch etwa 60 % der horizontalen Stabilisierungsfläche und des Höhenruders ab. Sedow gelang eine sichere Landung.
Bereits vorher bemängelte Sedow auch eine Instabilität der Tragflächenkästen, die durch Torsion eine Umkehr der Querruderwirkung verursachen konnte. Die Erkenntnisse führten zu einer Neukonstruktion des Rumpfhecks und einer Versteifung der Tragflächen.
Es wurden zwei weitere Prototypen bestellt, die SI-01 (Seriennummer: 54210101) und die SI-02 (Seriennummer: 54210102). Um den Versuchsbetrieb schnell wieder aufnehmen zu können, wurde für die SI-02 eine MiG-15bis mit der Seriennummer 53210671 mit neuem Heckteil und neuen Tragflächen ausgerüstet. Der Umbau dauerte vom 15. Januar 1951 bis zum 16. Februar 1951. Die SI-02 war das dritte Flugzeug der SI-Entwicklungsreihe, das flog. Bis zum April 1951 wurden insgesamt 44 Flüge durchgeführt; dann wurde die Maschine für die staatlichen Abnahmeflüge an das NII WWS übergeben. Am 1. Juli 1951 konnte die erste Reihe der Abnahmeflüge beendet werden. Als eines der Mankos wurde die Position des Pitot-Statik-Systems in der Mitte der Spannweite erkannt. An dieser Position kam es zu Störungen bei der Verwendung von Abwurftanks. Schließlich wurden zwei Pitotrohre an den Tragflächenspitzen eingebaut. Während der staatlichen Überprüfung wurde entschieden, dass die strukturellen Änderungen gegenüber der MiG-15 so weitreichend wären, dass die neue Bezeichnung MiG-17 gerechtfertigt sei. Die zweite Phase der Erprobung mit der SI-02 wurde am 10. Juli 1951 begonnen.
Die SI-01 wurde im Mai 1951 fertiggestellt und begann am 1. Juni 1951 mit Testflügen, die bis zum 23. Juni andauerten. Sedow führte im August noch eine erweiterte werksseitige Trudelerprobung durch und überstellte dann das Flugzeug dem NII WWS. Dort wurde zwischen dem 11. September und dem 10. Oktober nochmals eine Trudelerprobung durchgeführt. Dabei erwies sich die Maschine als leicht beherrschbar.
Als Machgrenze wurde zunächst Mach 1,03 zugelassen. Bereits am 25. August 1951 beschloss der Ministerrat der UdSSR die Serienfertigung. Der Fertigungsauftrag erging am 1. September 1951 an sechs Werke.

## Technische Ausführung (Serie 1952)
Der Rumpf war in halbselbsttragender Bauweise in Ganzmetall ausgeführt. Die Rumpfsektion hinter dem Querspant 13 konnte zum Triebwerkswechsel abgenommen werden. Der Rumpf trug im vorderen Bereich die Luftansaugöffnung für das Triebwerk, die sich im Bereich des Cockpits gabelte und links und rechts um das Cockpit herumführte.
Das Cockpit war druckbelüftet und klimatisiert, als Druckluft wurde Triebwerkszapfluft verwendet. Es war von vorne und von hinten durch Panzerplatten geschützt. Die Frontscheibe bestand aus 65 mm starkem Panzerglas. Der Pilot verfügte als Rettungsmittel über einen Schleudersitz.

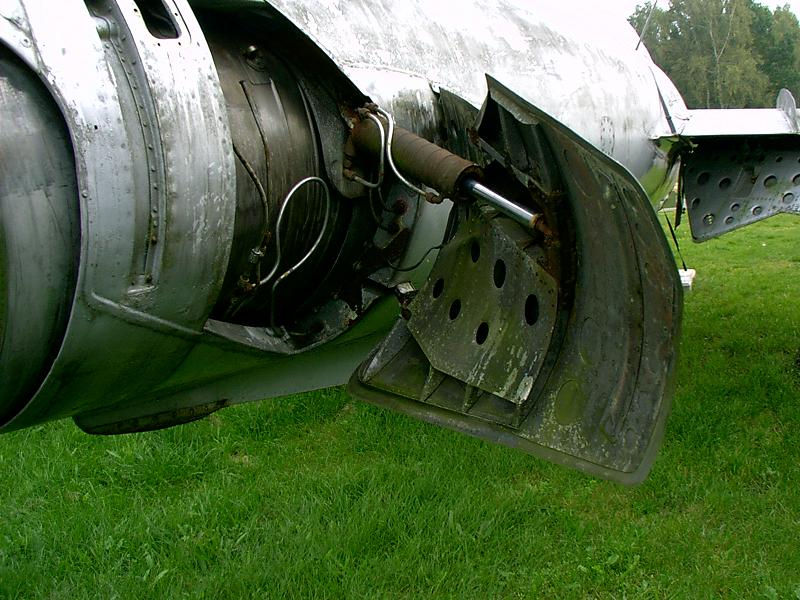
Rechte Luftbremse einer MiG-17F

Die selbsttragenden Tragflächen besaßen ein ZAGI-S-12-Profil an der Flächenwurzel und ZAGI SR-11 an der Spitze. Der Übergang ist fließend. Der Einstellwinkel war 1°. Die Tragflächen bestanden aus einem Hauptholm, einem vorderen Hilfsholm und einer Abschlussleiste. Die Querruder wurden hydraulisch betätigt und verfügten über einen inneren Ausgleich. Die maximale Auslenkung betrug ± 18°. Die Trimmfläche befand sich im linken Querruder. Die Zapklappe wurde zum Starten um 20° und zum Landen um 60° ausgelenkt. Ihre Gesamtfläche war 2,86 m². Die Luftbremsen wurden ebenfalls vergrößert, auf 1,76 m². Die horizontale Stabilisierungsfläche war 3,1 m² und die vertikale 4,26 m² groß. Die maximale Auslenkung der Luftbremse wurde auf 55° vergrößert.
Das Leitwerk war selbsttragend als Kreuzleitwerk ausgeführt. Der obere Teil konnte abgenommen werden, während der untere Teil fest mit dem Heck verbunden war. Die vertikale Stabilisierungsfläche wies eine Pfeilung von 55°41’ auf. Die Fläche betrug 4,26 m², die Seitenruderfläche, die eine maximale Auslenkung von ± 25° erlaubte, 0,947 m². Die horizontale Stabilisierungsfläche von 3,1 m² Inhalt wies eine Pfeilung von 45° auf. Das Höhenruder besaß in seiner linken Hälfte eine Trimmfläche. Das symmetrische NASA-M wurde als Profil verwendet.
Die Maschine verfügte über ein einziehbares Bugradfahrwerk. Das Hauptfahrwerk besaß Räder der Dimension 660×160 und war mit Radbremsen versehen, das Bugrad der Dimension 480×200 besaß keine Bremse.
Die Tankanlage bestand aus einem Haupttank und einem kleineren Tank unterhalb der Schubdüse. Der Gesamtinhalt betrug 1412 l. Zusätzlich konnten 2 × 400 l in externen Behältern an Außenlaststationen mitgeführt werden. Die Tanks bestanden aus mehreren Gummilagen und waren selbstdichtend.
Die Bewaffnung bestand aus einer N-37-Kanone mit 40 Schuss und zwei NR-23-Kanonen mit je 80 Schuss, die am Kinn unter dem Lufteinlauf eingebaut waren. Die Kanonen waren an einer Stahlrohrkonstruktion montiert, die mit einem Seilzug abgelassen werden konnte und Teil des vorderen Rumpfes war.
Zur Avionik der MiG-17 gehörte ein ASP-2N-Visier. Des Weiteren kam ein IFF-System SRO-1, ein Instrumentenlandesystem OSP-48 mit Funkkompass ARK-5, ein Funkhöhenmesser RW-2 und ein Markierungsfunkempfänger MRP-48P zum Einsatz. Zur Überprüfung des Waffeneinsatzes wurde eine Schießkamera vom Typ S-13 eingebaut. Einige Maschinen wurden zusätzlich mit einem Periskop zur Überwachung des rückwärtigen Luftraumes ausgerüstet.
Zur Signalgebung, beispielsweise beim Einsatz unter Funkstille, konnte eine pyrotechnische Kassette EKSR-46 mit vier Farbpatronen (rot, gelb, grün und weiß) genutzt werden, die sich in der rechten Seite des Seitenleitwerkes befand. Die einzelnen Farbpatronen wurden bei Bedarf mittels pyrotechnischer Schlagbolzen vom Typ EPU 253 von der Kabine aus einzeln gezündet.

## Experimentalflugzeuge
Im Laufe der MiG-17-Entwicklung wurden immer wieder Testausführungen gefertigt, um neue Entwicklungen zu erproben und so den Kampfwert der MiG-17 zu steigern. Die Ausführungen SI-05, SI-07, SI-16, SI-19, SI-21, SI-21m, SI-91, SP-9 und SP-11 etwa waren Prototypen für den Einsatz von Raketenbewaffnung. Daneben gab es noch eine Reihe weiterer Versuchsflugzeuge.
Als wesentliches Beispiel steht die SI-10, die Tragflächen ohne Grenzschichtzäune erhielt, dafür jedoch automatische Vorflügel hatte. Das Ziel war, die Start- und Landeeigenschaften zu verbessern und eine höhere Manövrierfähigkeit im Luftkampf zu erreichen. Dazu wurde das 214. Serienflugzeug mit neuen Tragflächen ausgerüstet. Neben den Vorflügeln wurden die Landeklappen geändert. Zur Unterstützung der Querruder wurden Spoiler integriert. Im Dezember 1954 hob die SI-10 zu ihrem Jungfernflug ab und wurde im Juni des nächsten Jahres zu Abnahmetests an das LII übergeben. Diese Tests waren erfolgreich, und die Rollstrecke verringerte sich um beachtliche 200 Meter. Jedoch wog die Vorflügelanlage 120 kg, was zu einer erhöhten Leermasse und somit zu schlechteren Flugleistungen führte. Mit dieser Erkenntnis wurde auf eine Integration der SI-10-Tragflächen in die Serienproduktion verzichtet.
Das Projekt „SN“ folgte einer Überlegung, nach der es von Vorteil sei, bis zu einem gewissen Grad nur die Waffen statt das gesamte Flugzeug auf das Ziel ausrichten zu müssen. Hierzu wurde die MiG-17 mit insgesamt drei schwenkbaren 23-mm-Kanonen TKB-495 ausgerüstet. Dieses waren von Makarow modifizierte NR-23. Die Waffen konnten aus der Nullstellung um + 27°26’ und −9°48’ vertikal ausgelenkt werden. Ein horizontaler Schwenkvorgang war nicht möglich. Die 469 kg schwere SW-25-Anlage wurde in dem um 1,07 Meter verlängerten Vorderrumpf eingebaut. Der zentrale Lufteinlauf entfiel. Auf beiden Seiten des Flugzeuges wurde in Höhe der Cockpithaube je ein halbkreisförmiger Ansaugkanal angeordnet. Dies erforderte auch Änderungen am Bugfahrwerk, an der Cockpithaube und an der Instrumentierung. Bei den Tests, die sowohl Luft-Luft- als auch Luft-Boden-Einsätze beinhaltete, zeigte sich, dass die schwenkbaren Waffen bei hohen Unterschallgeschwindigkeiten ineffektiv arbeiteten. Hervorgerufen wurde dies durch das zu komplizierte Nachführen der Kanonen, die bei Auslenkungen von über 10° ein neues Schießvisier erforderten. Hinzu kam, dass aufgrund der Schwenkmechanik die theoretische Feuergeschwindigkeit von 850 Schuss/min auf 250 Schuss/min sank. Bei der Erprobung wurden 15.000 Schuss abgegeben. Ein weiterer Nachteil war, dass sich die Flugrichtung durch den Rückstoß der Waffen änderte. In Zusammenhang mit einer um 60 km/h geringeren Höchstgeschwindigkeit zur MiG-17 führten die Nachteile zur Aufgabe des Projektes.
Die SDK-5 war der Prototyp 007, bei dem alle Rohrwaffen entfernt wurden, und der mit dem Cruise-Missile-Lenksystem der K-10 ausgerüstet wurde.
Der erste Prototyp MiG-15bis45° wurde auf Beschluss vom 20. April 1950 auf zwei Strahltriebwerke Mikulin AM-5 umgerüstet und erhielt die Bezeichnung SM-1, (NII Bezeichnung: I-340). Die Maschine stand ab Dezember 1951 für Flugtests zur Verfügung. Wesentliche Änderung war der für die Düsen der beiden nebeneinanderliegend eingebauten Triebwerke erforderliche breitere Rumpf am Heck. Zusätzlich wurde ein Bremsschirm unter dem Rumpfheck montiert. Nach ersten Versuchen wurden Mikulin AM-5F mit Nachbrenner eingebaut und die Treibstofftanks auf 1.550 l vergrößert. Ein weiter verbesserter Prototyp mit zwei Triebwerken war die MiG I-360.
Mit Beschluss vom 3. August 1951 wurde die Entwicklung einer Aufklärerversion MiG-17R mit einem einzelnen Klimow WK-5F angeordnet. Der Prototyp erhielt die Bezeichnung SR-2 und wurde mit entsprechenden Kameras und einem Magnetbandgerät ausgerüstet. Zwei NR-23-Kanonen blieben erhalten. Der Erstflug fand im Juni 1952 statt. Die Tests zogen sich hin, und nach zwei Jahren entschloss man sich, die Aufklärungsausrüstung in normale MiG-17F einzubauen. Diese Ausführung wurde in einem Prototyp SR-2s erprobt.

## Fertigung
Die MiG-17 wurde in der UdSSR schließlich in fünf Werken gefertigt. Im Flugzeugwerk 1 in Kuibyschew wurden 392 Maschinen hergestellt, im Flugzeugwerk 21 in Gorki waren es 2424, im Tifliser Flugzeugwerk 31 waren es 836, das Flugzeugwerk 126 in Komsomolsk am Amur stellte 2180 Maschinen her und das Flugzeugwerk 153 in Nowosibirsk fertigte 2167 Maschinen. Die Gesamtzahl der in der UdSSR gefertigten Maschinen beläuft sich somit auf 7999 Stück.
In der Lizenzfertigung in Polen bei PZL wurden 776 Flugzeuge hergestellt. In China wurden bei Shenyang 767 einsitzige Flugzeuge und 1061 zweisitzige Schulflugzeuge hergestellt. Die Gesamtzahl der in Serie gefertigten MiG-17 mit allen Ausführungen beträgt 10.367 Stück.

### Sowjetische Serienversionen

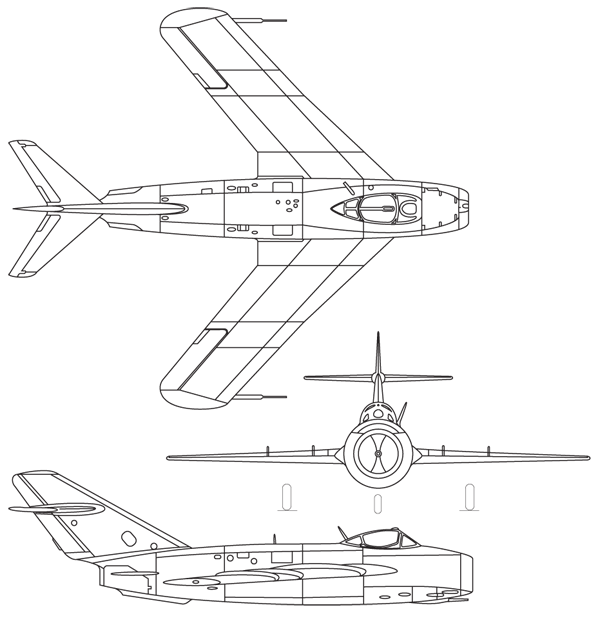
Dreiseitenriss der MiG-17

Nach der Erteilung des Fertigungsauftrages wurde die MiG-17 in den Werken Nr. 1, 21, 153 ab dem zweiten Quartal 1952 neben der MiG-15bis gebaut. Werk 292 war ebenfalls ab diesem Zeitpunkt für die Serienproduktion vorgesehen, nahm diese aber nicht auf. Die Werke 31 und 126 nahmen die Produktion im 4. Quartal 1952 auf. Ab Oktober 1952 wurde die SI als MiG-17 an die Truppe ausgeliefert. Ab dem 1. Januar 1953 wurden in allen sechs Werken nur noch MiG-17 gefertigt.
Bereits in der Phase der Truppeneinführung zeigte sich, dass die MiG-17 ein gutmütigeres Flugzeug als ihre Vorgängerin war. Bei gleicher Motorisierung wie bei der MiG-15 gelang es, die Steig- und auch die Höchstgeschwindigkeit zu erhöhen. Die Nachteile lagen in einer erhöhten Startmasse und längeren Rollwegen. Eine Trainerversion wurde nicht benötigt, da die Piloten innerhalb von fünf Wochen von der MiG-15 auf den neuen Typ umgeschult werden konnten.
Die MiG-17 blieb in der weiteren Erprobung. Es flossen stetig Verbesserungen in die Serie ein. Der Schleudersitz erhielt einen Gesichtsschutz. Der Landescheinwerfer, ursprünglich im Bereich des Lufteinlaufes postiert, wurde einziehbar gestaltet und unter die linke Tragfläche verlegt. Die Testflüge führten neben Sedow auch Kokkinaki, Kasmin und Anochin aus. Schließlich wurde im Sinkflug eine Geschwindigkeit von Mach 1,14 erreicht. Im April 1954 konnten deswegen die Einsatzgrenzen bis auf Mach 1,15 erweitert werden. Als Grenzen gelten für alle sowjetische Typen 8g ohne Außenlast, 4,5g mit Außenlast und 6,5g mit leeren Außentanks.

#### MiG-17
Die MiG-17 wurde anlässlich der Luftparade auf dem Flugplatz Moskau-Tuschino am 20. Juni 1953 der Öffentlichkeit präsentiert und von den ausländischen Beobachtern als neue Version der MiG-15 angesehen. Zunächst erhielt sie den Code Typ38, der später durch den ASCC-Code Fresco-A ersetzt wurde. Die MiG-17 der späteren Produktionsblöcke erhielten das Triebwerk WK-1A. Es zeichnete sich durch eine längere Lebensdauer und ein verbessertes Getriebe für die Anbaugeräte aus. Zusätzlich konnten Freifallbomben der Kaliber 50 kg bis 500 kg sowie ungelenkte Raketen mitgeführt werden. Die Unterflügellasten reduzierten die Höchstgeschwindigkeit der Maschine um etwa 20 km/h.

#### MiG-17F

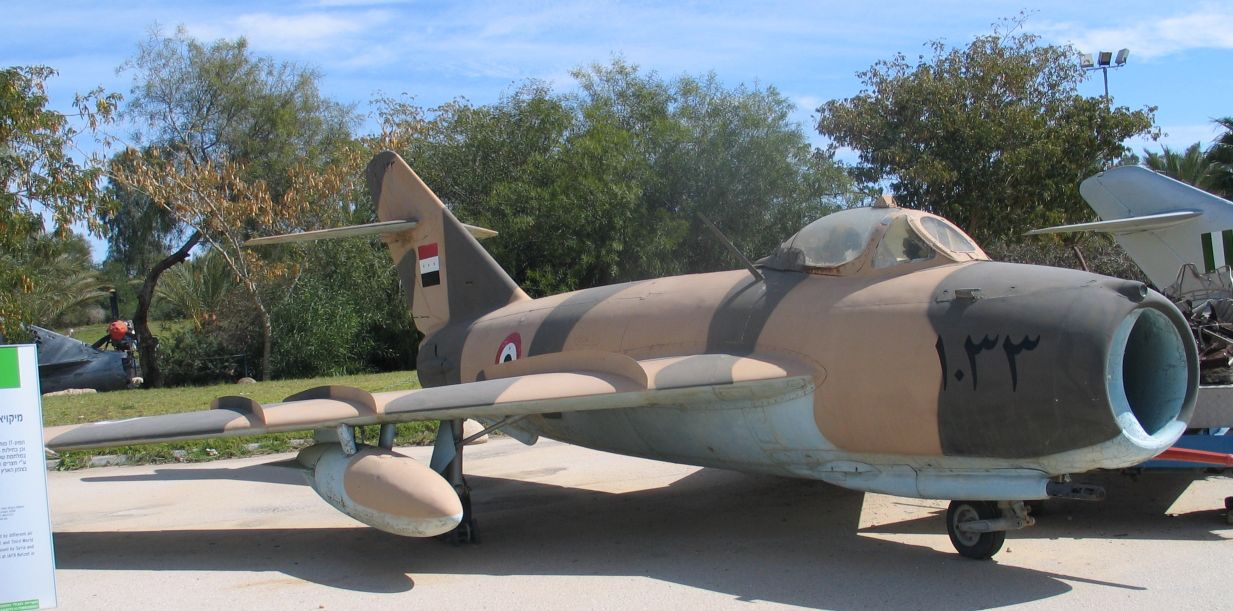
MiG-17F

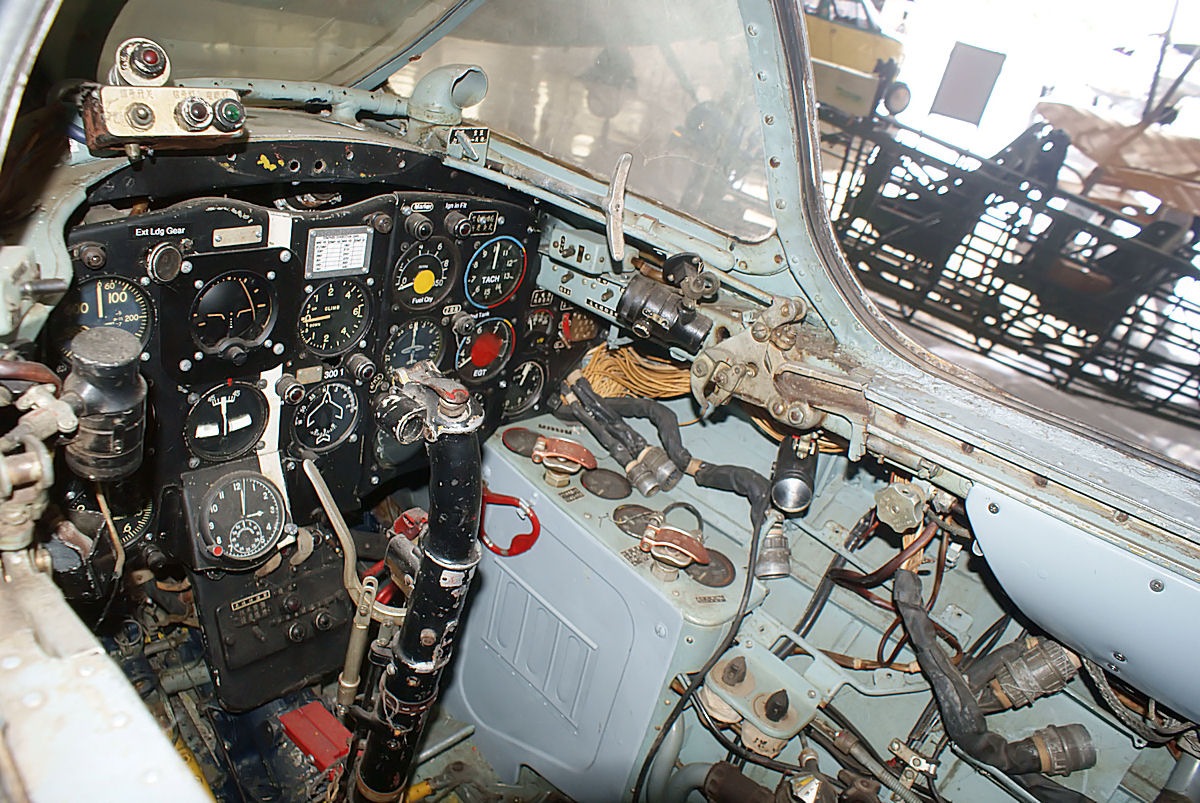
Cockpit einer MiG-17F Fresco-C

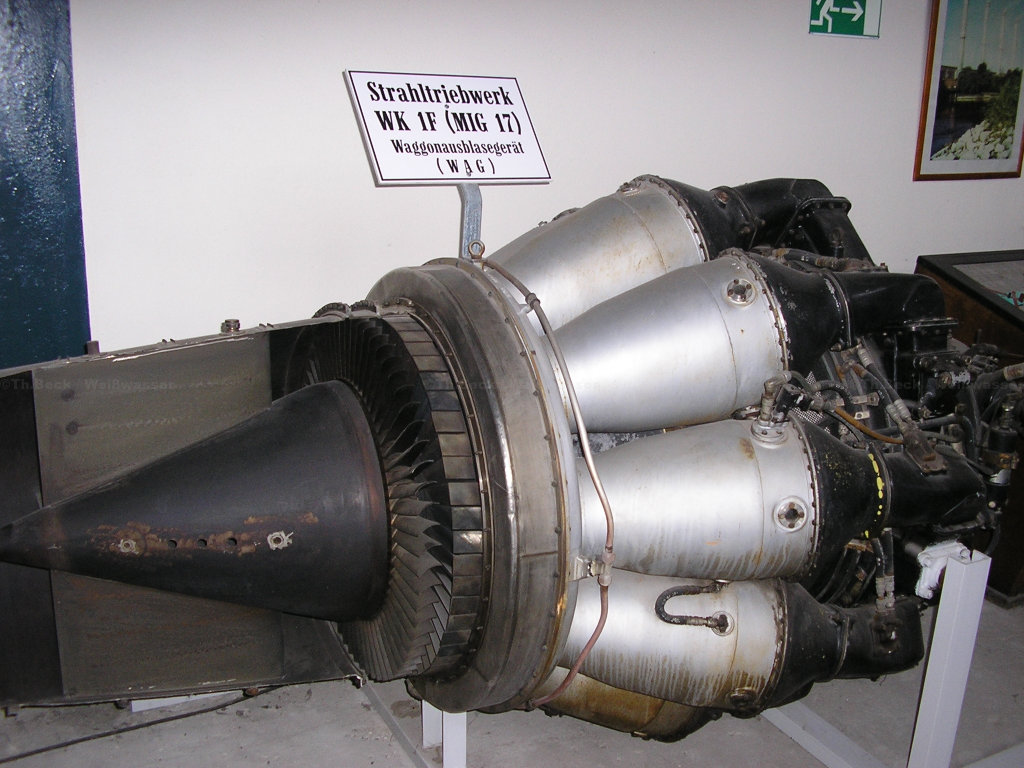
Das Nachbrenner-Triebwerk WK-1F

Russische AFA 39 Luftbildkamera mit URAN Objektiv - 27; 2,5 / 10 cm; verwendet bei der MIG-17F

Seit Anfang der 1950er-Jahre arbeitete das Klimow-OKB an einer Nachbrennerversion des WK-1-Triebwerkes. Noch bevor dieses als WK-1F bezeichnete Triebwerk 1952 auf dem Prüfstand lief, baute das OKB Mikojan das Flugzeug „SF“. Die Schubdüse erhielt ein Konvergent-Divergent-System und besaß sechs verstellbare Düsensegmente.
Der Erstflug fand am 29. September 1951 statt. Das WK-1F wurde in die 850. MiG-17-Zelle eingebaut und lieferte unter Nachbrennereinsatz 21 % mehr Schub als das WK-1A. Diese Leistungssteigerung wurde jedoch mit einem ebenso erhöhten Treibstoffverbrauch erkauft. Bedingt durch Änderungen im Inneren des Flugzeugs, die aus den weiteren Abmessungen des neuen Triebwerks resultierten, sank die interne Treibstoffkapazität, so dass der Einsatz von zwei 400-Liter-Zusatztanks erforderlich wurde. Auch mussten Vorkehrungen getroffen werden, um den größeren Wärmeeintrag durch den Nachbrenner in die Zelle abzuführen. Das erhöhte Leistungsvermögen des Flugzeugs glich diesen Nachteil jedoch aus. Zum Beispiel stieg die maximale Steiggeschwindigkeit um 18 m/s auf 65 m/s. Weitere konstruktive Veränderungen betrafen das Heck, wobei der Bereich unter dem Seitenleitwerk etwas gekürzt wurde. Gleichzeitig wurde die Flügeltiefe des Seitenleitwerks geringfügig vergrößert, ebenso die Luftbremsen.
Am 16. Februar 1952 wurde das Flugzeug „SF“ nach Schukowski zu Abnahmetests überführt, die erfolgreich absolviert wurden. Daraufhin begann die Serienfertigung als MiG-17F und ab Februar 1953 begann die Truppeneinführung. Der Einsatz des Nachbrenners wurde an strenge Vorschriften gebunden, da die Gefahr von Triebwerksbränden bestand. So durfte der Nachbrenner in Höhen von unter 10.000 m maximal drei Minuten ununterbrochen und über 10.000 m ununterbrochen zehn Minuten genutzt werden. Bei späteren Produktionslosen war dieses Problem beseitigt. Das Triebwerk war jedoch nicht die einzige Verbesserung an der MiG-17F. Zur Sicherheit des Piloten wurde der noch von der MiG-9 stammende veraltete Schleudersitz ersetzt. Der neue Sitz bot einen Gesichtsschutz. Für den Fall, dass der Pilot das Bewusstsein verlor, trennten sich Sitz und Pilot selbstständig und die Fallschirme öffneten automatisch. Während die Bewaffnung unverändert blieb, wurde die Ausrüstung modifiziert. In Kopplung mit dem überarbeiteten Visier ASP-5NM bzw. ASP-5WM gelangte der Funkentfernungsmesser SRD-1M zum Einbau. Er wurde auf dem Rumpf vor dem Cockpit angeordnet. Die Position der Schießkamera S-13 blieb unverändert. Obwohl der MiG-17-Pilot über eine gute Rundumsicht verfügte, bekam die Cockpithaube einen Rückspiegel. Ebenso gelangte die Heckwarnanlage „Sirena 1“ zum Einsatz. Der NATO-Code dieser Ausführung lautete Fresco-C.

#### MiG-17P
Auf der Suche nach einem Allwetterjäger für die Luftverteidigungsstreitkräfte (PWO) wurde bereits die MiG-15 mit dem Radar RP-1 „Izumrud“ ausgerüstet. Einen ähnlichen Entwicklungsweg schlug Mikojan auch bei der MiG-17 ein. Zuerst sollte das „Torij“-Gerät installiert werden. Die hohe Masse und der große Platzbedarf der Parabolantenne verhinderten jedoch in Verbindung mit der schwierigen Bedienung einen Erfolg des als SP-2 bezeichneten Flugzeuges. Ebenso erging es der SP-1, die im Grunde das gleiche Projekt war, jedoch auf der MiG-15 basierte.
Wie bei der SP-5 (siehe MiG-15P) kam in der MiG-17 das mit zwei Antennen ausgerüstete RP-1-Radar zum Einsatz. Es wurde im Lufteinlauf und in der oberen Lippe des Lufteinlaufes installiert. Die Schießkamera S-13 wurde auf die Steuerbordseite verlagert. Das RP-1 besaß eine Suchreichweite von 12 km und schaltete bei einer Entfernung zum Ziel von weniger als 2 km automatisch auf Verfolgung um. Das Radar wurde mit dem automatischen Visier ASP-3N gekoppelt und eine rote Lampe signalisierte dem Piloten, wenn das Ziel weniger als 500 m entfernt war. Die günstigste Schussentfernung von zwischen 3000 m und 500 m wurde durch das Aufleuchten einer grünen Lampe angezeigt. Während bei der SP-2 aus Massegründen auf die N-37 verzichtet wurde, gelangten bei der SP-7 drei NR-23 zum Einsatz, wobei der Schussvorrat pro Kanone 100 Granaten betrug. Die SP-7 wurde als MiG-17P in die Serienfertigung übernommen. Es wurden etwa 100 Flugzeuge gefertigt, von denen etwa 20 an die strategischen Luftverteidigungsstreitkräfte (Woiska PWO) und der Rest an die sowjetischen Marineflieger geliefert wurden. Der NATO-Code dieser Ausführung lautete Fresco-D.

#### MiG-17PF

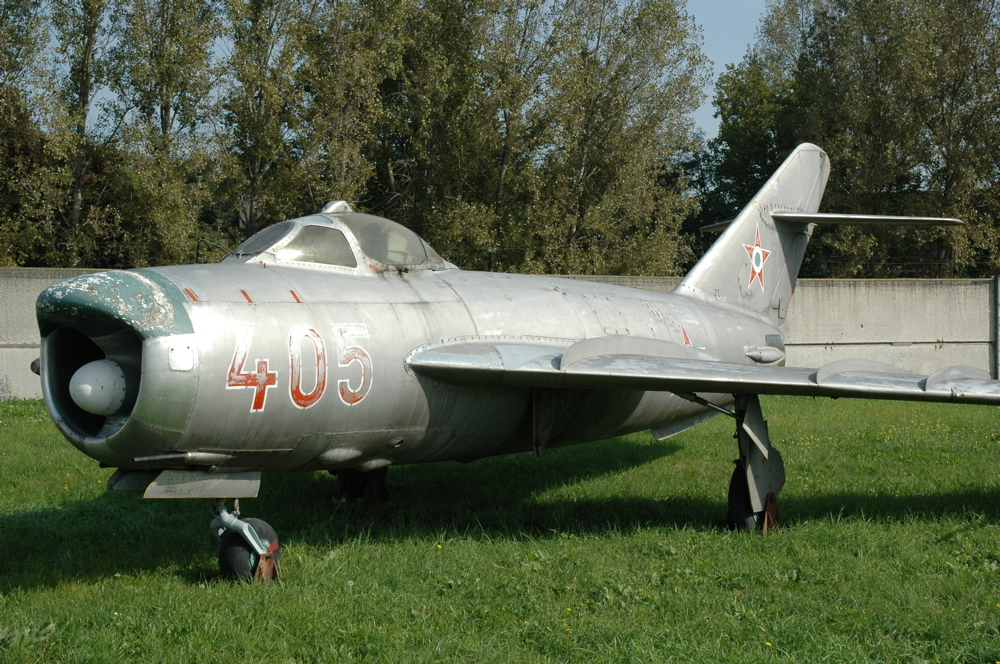
MiG-17PF

Weit erfolgreicher als die MiG-17P war die MiG-17PF. Es war bereits während der Testphase der SP-7 klar, dass der Leistungsverlust durch das RP-1 bedeutend war. Im Unterschied zu den Vorgängermustern ergab sich eine Untermotorisierung der MiG-17P. Mit dem Klimow WK-1F konnte diesem Nachteil entgegenwirkt werden. Auch wenn im Vergleich zur MiG-17F die Höchstgeschwindigkeit um 30 km/h und die Steigleistung um 10 m/s sank, so wurde dieser Nachteil durch die Allwetter- und Nachtjagdfähigkeit ausgeglichen. In der Konsequenz wog die bei Mikojan als SP-7F bezeichnete Maschine 253 kg mehr als die „F“ und benötigte eine längere Startbahn. Bei späteren MiG-17PF wurde das RP-1 durch das RP-5 ersetzt. Auf den Funkentfernungsmesser SRD-1M konnte verzichtet werden. Seine Funktion übernahm das Radar. Der Munitionsvorrat wurde gegenüber der MiG-17P auf je 80 Granaten gesenkt.
Die Maschine wurde ab Januar 1954 im WWS getestet. Die Tests konnten im April des gleichen Jahres erfolgreich abgeschlossen werden. Die MiG-17PF erhielt in der Serienproduktion höchste Priorität, da sie der erste Tag- und Nachtjäger mit Allwetterfähigkeit war. Die Jak-25, die ähnliche Fähigkeiten besaß, absolvierte ihren Erstflug erst 1952 und ein großer Produktionsausstoß war nicht so schnell möglich wie bei der MiG. Insgesamt bildete die Version „PF“ den größten Fertigungsanteil aller MiG-17-Versionen. Die verbliebenen MiG-17PF wurden später auf den Stand der MiG-17PFU nachgerüstet. Der NATO-Code dieser Ausführung lautete Fresco-D.

#### MiG-17PFU
Es folgte die in kleinen Stückzahlen produzierte MiG-17PFU, die auch als MiG-17PM bezeichnet wird. Bei Mikojan nannte man das Flugzeug SP-9. Das RP-5-Radar wurde durch das für die Steuerung von Luft-Luft-Raketen geeignete RP-2U ersetzt. Die Bewaffnung bestand nun noch aus vier Luft-Luft-Raketen des Typs RS-1U. Diese Lenkwaffe war, da schwer ins Ziel zu bringen, im normalen Kurvenluftkampf (Dogfight) nutzlos, eignete sich aber gegen Bomberpulks und wenig manövrierfähige Luftfahrzeuge. Das Radar besaß eine Verfolgungsreichweite von 3500 m, wobei eine rote Lampe bei Entfernungen von unter 2000 m zum Ziel aufleuchtete. Obwohl die Raketen bis zu 7 km entfernte Ziele vernichten konnten, lag die ideale Einsatzweite bei 3500 m bis 2000 m. Bei der Detonation setzte die Rakete bis zu 850 Splitter in Richtung Feindflugzeug frei. Hierdurch bestand die Gefahr, dass der Jäger selbst von Wrackteilen getroffen werden konnte. Die drei Kanonen NR-23 entfielen ersatzlos. Diese Ausführung stand von Mitte 1955 bis 1957 bei der Luftverteidigung im Einsatz und wurde dann als Waffensystemtrainer weiter verwendet. Der NATO-Codename lautete Fresco-E.

### Lizenzfertigung in China
Die Baupläne der MiG-17F wurden 1955 an China überstellt, zusammen mit zwei Mustermaschinen und 15 kompletten Teilesätzen zur Herstellung von 15 Flugzeugen (CKD-Kits) sowie Materialien zur Herstellung von zehn weiteren Flugzeugen.

#### Shenyang J-5
Die Serienfertigung lief im Juni 1956 im Flugzeugwerk Shenyang (ehemals Mukden) an. Am 19. Juli 1956 startete die erste in China produzierte MiG-17 zu ihrem Jungfernflug. Ursprünglich erhielten die Maschinen den Namen Typ 56, wurden dann jedoch ab 1964 als Jianjiji-5 (auch Jian-5 oder einfach J-5) bezeichnet. China exportierte die J-5 auch unter der Bezeichnung Shenyang F-5. Das Triebwerk WK-1 wurde ebenfalls in Lizenz gefertigt. Sie wurden in Harbin hergestellt und erhielten den Namen Wopen-5 (WP-5). Das erste Serientriebwerk konnte seinen Abnahmelauf am 19. Juni 1956 erfolgreich beenden. Die Maschinen erhielten wie der sowjetische Ausgangstyp die NATO-Bezeichnung Fresco-C. Die Produktion endete 1959 nach 767 gebauten Flugzeugen. Die Exportversion erhielt die Bezeichnung F-5.

#### Chengdu J-5A
Die Entwicklung des Allwetterabfangjäger Chengdu J-5A begann 1961. Sie stellte im Wesentlichen eine Kopie der ersten MiG-17PF dar und besaß wie diese das Radarsystem Smaragd RP-1 und drei NR-23-Kanonen als Bewaffnung. Die Prototypen wurden ab Mai 1961 bei Chengdu mit Unterstützung eines Teams von Shenyang hergestellt. Die Fertigungszeichnungen lagen 1962 vor und im März 1963 begann die Teilefertigung zur Aufnahme der Serienproduktion. Im Juni 1964 war eine Zelle für Bruchtests fertiggestellt. Der Erstflug einer Chengdu J-5A fand am 11. November 1964 statt. Die Zulassung erfolgte ebenfalls noch 1964 und 1965 begann die Serienfertigung. Die Exportversion erhielt die Bezeichnung Chengdu F-5A
Die J-5 und J-5A blieb bis 1969 in Produktion.

#### Chengdu / Shenyang JJ-5
1964 begann in China die Entwicklung eines Nachfolgers der Jianjiji Jiaolianji-2 (Lizenzbau der MiG-15UTI), da dieses Flugzeug für die Ausbildung der Piloten der J-5 nur bedingt geeignet war. Die neue Maschine erhielt die Bezeichnung Jianjiji Jiaolianji-5 (auch Jianjiao-5 oder JJ-5). Der Cockpitbereich ähnelte stark der MiG-15UTI, während die Zelle bis auf den Heckbereich der MiG-17PF entsprach. Auch blieb die Auswölbung für das in der MiG-17PF verbaute Radar am oberen Lufteinlauf erhalten, jedoch war diese nicht mit einem Dielektrikum abgedeckt, sondern bestand komplett aus Metall. Das Radom im Lufteinlauf entfiel jedoch. Als Triebwerk wurde ein Wopen-5D (WP-5D oder auch TJ-5D) ohne Nachbrenner mit einem Schub von 26,49 kN verwendet. Die Bordwaffen im Kinnbereich wurden entfernt und bei Bedarf konnte eine Rumpfwanne mit einer einzelnen NR-23 angebaut werden. Beide Piloten saßen auf halbautomatischen Schleudersitzen mit einer Mindestauslösehöhe von 260 m.
Der Bau des ersten Prototyps begann am 25. März 1965. Am 8. Mai 1966 startete er zum Erstflug. Direkt danach begann die Serienfertigung und die ersten Serienmaschinen konnten am 30. November 1967 an die Truppe ausgeliefert werden. Wahrscheinlich wurden die Maschinen sowohl bei Chengdu als auch bei Shenjang gefertigt. Die Exportversion erhielt die Bezeichnung FT-5 (manchmal auch F-5T) und wurde an Albanien, Pakistan, Sri Lanka und Simbabwe geliefert. Diese Ausführung blieb bis 1986 in Produktion.
Die Exportversion erhielt die Bezeichnung FT-5 oder F-5T.

### Lizenzfertigung in Polen

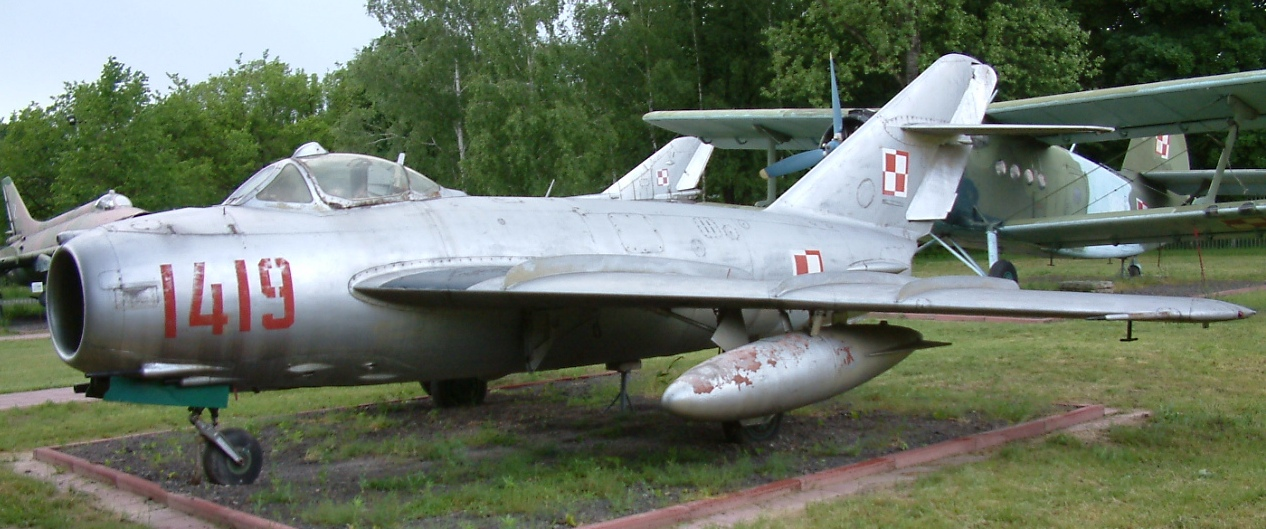
Polnische Lim-5, eine Lizenzversion der MiG-17

Die Fertigungsrechte der MiG-17F wurden 1955 von Polen erworben. Bereits vorher waren bei PZL Mielec MiG-15 und MiG-15bis in Lizenz gefertigt worden. Die polnische Bezeichnung der Maschinen lautete Lim-5 und bei der Weiterentwicklung Lim-6.

#### Lim-5
Die ersten vier Flugzeuge wurden aus kompletten Bausätzen zusammengebaut. Die erste polnische Lim-5 wurde am 28. November 1956 fertiggestellt, nur fünf Tage nach dem Ende der Produktion der MiG-15 (Lim-2). Das Flugzeug mit dem Kennzeichen 0001 wurde persönliches Flugzeug von General Jan Frey Bialecki und blieb bis September 1994 im Einsatz. Drei weitere Maschinen wurden noch 1956 fertiggestellt. Im Jahr 1957 begann dann die Großserienfertigung, wobei die erste Maschine (Seriennummer 1C 01–01) als Bruchzelle Verwendung fand. Zwischen dem 8. Februar und dem 19. April 1957 fanden die staatlichen Abnahmeflüge statt.
Während der Produktion der Lim-5 gab es immer wieder Versuchsausführungen, um die Einsatzfähigkeit zu verbessern, etwa eine Ausführung mit geänderter Avionik oder ein Triebwerk, dessen Nachbrennerschub geregelt werden konnte. Zwischen Januar 1959 und April 1960 wurde die Produktion der Lim-5 ausgesetzt, um in der Fertigungsstraße den Allwetterjäger Lim-5P zu fertigen. Bis zum endgültigen Produktionsende am 29. Juli 1960 wurden insgesamt 477 Maschinen der Grundausführung Lim-5 gefertigt. Nennenswerte Stückzahlen davon wurden exportiert, so erhielt die DDR 1957/58 120 Maschinen.
Das Flugzeug wurde während der ersten Warschauer Luftfahrtshow 1956 der Öffentlichkeit vorgestellt und war auch regelmäßiger Gast bei anderen Flugshows. Bis zum Erscheinen der MiG-21 blieb sie das Standardjagdflugzeug der polnischen Luftstreitkräfte.

#### Lim-5P
Die Lim-5P war die polnische Lizenzversion der sowjetischen MiG-17PF. Die Entscheidung, auch diese Ausführung in Lizenz zu fertigen, wurde Mitte der 1950er-Jahre getroffen, als sich zeigte, dass die Lieferungen von MiG-17PF aus der UdSSR nicht ausreichen würden – im Jahr 1955 waren zwölf MiG-17PF geliefert worden. Es wurde entschieden, von Beginn an das verbesserte Smaragd-RP-5-Radar zu verwenden. Als Bewaffnung kamen drei NR-23-Kanonen mit je 100 Schuss zum Einsatz. Das erste Flugzeug wurde am 18. Januar 1959 ausgeliefert, das letzte wurde am 29. Dezember 1960 fertiggestellt. Insgesamt wurden 129 Serienflugzeuge und eine Bruchzelle der Lim-5P gefertigt.
Der Typ blieb bis 1971 im vollen Einsatz bei der polnischen Luftwaffe und wurde dann zurückgezogen. Die letzten Lim-5P wurden 1979 außer Dienst gestellt. Eine erhebliche Anzahl wurde zu Lim-6M- oder Lim-6MR-Flugzeugen umgebaut.
Einige Flugzeuge gingen wiederum in den Export, so erhielt die DDR 40 Flugzeuge, weitere gingen an Indonesien und Bulgarien.
Einige Flugzeuge wurden mit einer durch Stauluft angetriebenen Winde unter dem Rumpf ausgerüstet und als Zielschleppflugzeug verwendet.

#### Lim-5R
Diese Ausführung bezeichnet die Aufklärungsvariante der Lim-5. Dabei konnten zwei verschiedene Kamerasysteme verwendet werden. Eine Variante bestand aus einer Kamera in einer Verkleidung hinter der Trennstelle an Spant 13, die andere auf einer Verkleidung unmittelbar hinter den Waffen. Ein Prototyp (Seriennummer 1C 02-01) wurde staatlichen Prüfungen unterworfen; nach deren positivem Ergebnis wurden 35 Lim-5 umgerüstet.

#### Lim-5M
Ende der 1950er-Jahre zeigte sich durch eine andere Bedrohungslage der Zwang, die Leistungsfähigkeit der Lim-5 zu steigern. Eine Möglichkeit wurde darin gesehen, das Flugzeug so umzurüsten, dass es auch von kurzen Behelfsbahnen starten und dort auch wieder landen konnte. Ein Prototyp wurde mit zwei Starthilferaketen mit je 9,81 kN Schub und einem Bremsschirm unter dem Heck ausgerüstet.
Eine weitere Erprobungslinie wurde durch den Wunsch angeregt, die Lim-5 auch als Jagdbomber verwendet zu können. Diese Einsatzart brachte bei der Lim-5 erhebliche Einschränkungen der Reichweite mit sich, da die Abwurfbewaffnung die Mitnahme von Abwurftanks unmöglich machte. Deswegen wurde ein Typ für die Luftnahunterstützung entwickelt, der über ein zwillingsbereiftes Hauptfahrwerk verfügte. Dazu mussten die Fahrgestellklappen geändert werden. Um den Einsatz von unbefestigten Startbahnen sicherstellen zu können, wurden Niederdruckreifen verwendet. Um eine größere Kraftstoffmenge unterbringen zu können, wurden im Bereich zwischen Flächenwurzel und innerem Grenzschichtzaun zwei feste Außentanks an die Tragflächenkontur angepasst. Die Flächenvorderkante wurde dabei nach vorne verlängert und der Grenzschichtzaun um die Vorderkante nach unten verlängert. Diese beiden Tanks aus Metall fassten zusammen 513 l. Gleichzeitig dienten die Tanks als Verkleidung für die nun vorstehenden Hauptfahrwerksklappen. Der Heckbereich erhielt strukturelle Verstärkungen und es wurde wiederum ein Bremsschirm unter dem Rumpf montiert. Zusätzlich gab es Befestigungspunkte für Startraketen. Außerdem gab es einige Änderungen an der elektrischen und pneumatischen Ausrüstung. Das Flugzeug mit der Seriennummer CM 10–30 (die Nummer lautete ursprünglich 1F 10–30) nahm die Flugerprobung am 2. Juli 1959 auf.
Die Änderungen erwiesen sich als erfolgreich und so wurde die Maschine 1960 in die Serienfertigung übernommen. Mit dem Prototyp wurden weitere Erprobungen unternommen, deren Ergebnisse in die Serienfertigung einflossen. Das erste Serienflugzeug wurde am 30. November 1960 fertiggestellt. Die Zusatztanks wurden in der Serie aus einem Verbundmaterial hergestellt und hatten nur noch einen Inhalt von 475 l. Es gab jedoch ungelöste Probleme mit der aerodynamischen Stabilität, und so wurde am 10. Mai 1961 nach 60 Flugzeugen die letzte Lim-5M ausgeliefert. Die Maschinen wurden sowohl von der polnischen Luftwaffe als auch von den Marinefliegern geflogen. 1964/65 wurden 50 verbliebene Flugzeuge auf den Stand Lim-6bis umgerüstet.
Es wurde noch eine Aufklärungsvariante Lim-5MR untersucht, bei der die Kameras in den Flächenspitzen untergebracht werden sollten, was jedoch nicht zur Ausführung kam.

#### Lim-5-II / Lim-6
Bereits vor der Aufnahme der Serienproduktion der Lim-5M wurde mit der verbesserten Lim-5-II begonnen. Die Anbringung des Bremsschirms der Lim-5M unter dem Rumpf führte immer wieder zu Beanstandungen, da er bei Landungen mit hohen Anstellwinkeln durch einen Tailstrike beschädigt wurde. Auch konnte der Fallschirm durch das resultierende Drehmoment erst nach dem Aufsetzen des Bugrades ausgelöst werden. Bei der Lim-6 wurde deswegen ein zweigeteilter Bremsschirm unterhalb des Seitenruders in einer Verkleidung montiert. Als Prototyp diente der zweite Prototyp der Lim-5M (Seriennummer 1C 16-01, später CM 16 01). Das Testprogramm begann im Januar 1960. Der doppelte Schirm arbeitete nicht zuverlässig und wurde im ersten Prototyp der Lim-5M im Oktober 1960 gegen einen Schirm mit einer Kappe ausgetauscht.
Bei der 16-01 versuchte man, durch eine Änderung der Aerodynamik den Hinterrumpf gemäß der Flächenregel zu ändern, hatte damit aber keinen Erfolg. Im Juli 1960 wurde die Entwicklung von angeblasenen Landeklappen abgeschlossen, die mit Zapfluft versorgt wurden. Dazu kam ein geändertes Triebwerk, die Lis-5M (spätere Bezeichnung Lis-6) mit 33,65 kN Maximalschub zum Einsatz. Die Klappen wurden im Januar 1961 getestet. Mit dem Ende der Produktion der Lim-5 wurde mit der Fertigung der Lim-5-II begonnen, jedoch erhielt diese Ausführung zu diesem Zeitpunkt die neue Bezeichnung Lim-6.
Gegenüber der Lim-5M wurden weitere aerodynamische Verfeinerungen durchgeführt, welche die Leistungsfähigkeit verbesserten. Die Maschine wurde jedoch nie an die Truppe ausgeliefert, da es unlösbare Probleme mit dem Triebwerk gab. So ging es oft unvermittelt aus. Verschiedene Versuche wurden unternommen, um den Grund zu finden. Schließlich wurden die Ventile, welche die Zapfluft zu den Klappen freigaben, als Ursache identifiziert und mussten getauscht werden. Ein weiteres Problem war die zu hohe Turbinenaustrittstemperatur, die nicht in den Griff zu bekommen war. Deswegen musste das Lis-6 schließlich eingestellt werden.
Die angeblasenen Klappen erwiesen sich als wenig wirkungsvoll und stellten gegenüber den bisherigen Landeklappen keinen großen Fortschritt dar. Während der Flugerprobung musste schließlich festgestellt werden, dass die Lim-6 aerodynamisch instabil war, insbesondere bei weit zurückliegendem Schwerpunkt. Deswegen wurde die Einsatzfreigabe verweigert. Zusätzlich störten die Zusatztank an den Flächenvorderkanten die Aerodynamik und die erhoffte Reichweitensteigerung trat durch den erhöhten Luftwiderstand nicht ein. Die Versuche wurden deswegen Ende März 1960 eingestellt.

#### Lim-6bis

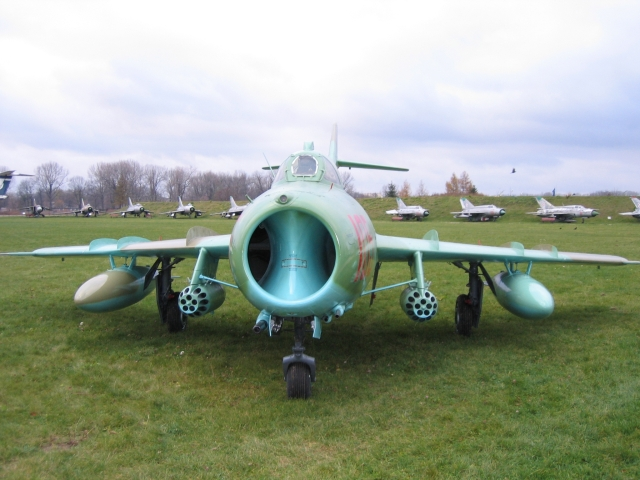
Lim-6bis. Deutlich zu sehen sind die abgestrebten inneren Außenlaststationen und der geänderte innere Grenzschichtzaun

Aufgrund der gemachten Erfahrung wurde auf die Zusatztanks verzichtet, das zwillingsbereifte Hauptfahrwerk mit der Abdeckung wurde jedoch beibehalten. Auch die inneren Grenzschichtzäune endeten wieder an der Flächennase, erhielten aber gegenüber der Lim-5 eine andere Form. Dazu wurde ein Prototyp (Seriennummer 1C 19-04) umgerüstet und bereits am 6. April 1962 erprobt. Auch die Prototypen der Lim-6 wurden entsprechend modifiziert. Die gestoppte Fertigung der Lim-6 wurde wieder aufgenommen, jedoch unter Verzicht auf den Zusatztank und die angeblasenen Klappen. Zum Ausgleich wurden zwei weitere Außenstationen unter den Tragflächen montiert. Weitere Tests ergaben, dass die Verkleidung der Zwillingsbereifung zu inakzeptablen Schwierigkeiten führte, obwohl zehn verschiedene Varianten getestet wurden. So entstand die endgültige Lim-6bis mit Verzicht auf das geänderte Fahrwerk. Bereits hergestellte Lim-6 wurden entsprechend modifiziert und die Änderungen mit einem der Prototypen der CM 10-30 erprobt. Am 7. November wurden entsprechende Flugversuche genehmigt. Der Prototyp mit dem einfach bereiften Hauptfahrwerk hob am 5. Dezember 1962 erstmals ab. Am 16. April konnten die Flugversuche erfolgreich abgeschlossen werden und die Serienfertigung der Lim-6bis wurde freigegeben. Erste Serienmaschinen wurden Anfang 1963 hergestellt. Insgesamt wurden bis zum Ende der Fertigung am 25. Februar 1964 70 Flugzeuge hergestellt. Die Truppe übernahm diese Ausführung am 14. September 1964, nachdem zwischen dem 15. April und dem 24. Juni 1964 die Abnahmetests erfolgreich durchgeführt werden konnten. Ab dem 7. April wurden auch alle noch existenten Lim-5M auf den Lim-6bis-Standard gebracht.
Die Bewaffnung entsprach mit einer N-37D mit 40 Schuss und zwei NR-23 mit je 80 Schuss der der Lim-5. An den insgesamt vier Außenlaststationen konnten verschiedene Kombinationen von Abwurfbewaffnung und Zusatztanks mitgeführt werden. Die Lim-6bis blieb bis zum Erscheinen der Suchoi Su-7BMK als Jagdbomber im Einsatz. Die letzten Maschinen wurden erst Februar 1992 aus dem aktiven Dienst zurückgezogen.

#### Lim-6R
Die Lim-6R war die Aufklärungsvariante der Lim-6bis. Zunächst war ein Unterrumpfbehälter mit Kamera und zusätzlich zwei Kamerabehälter in einer Linie mit den Abwurftanks vorgesehen. An den inneren Außenlaststationen konnte optional je ein Blitzlichtwerfer montiert werden, um Nachtaufnahmen zu ermöglichen. Im Truppeneinsatz kam jedoch nur eine einzelne Kamera in einer Unterrumpfverkleidung hinter dem Spant 13 oder direkt hinter der Rohrwaffenverkleidung zum Einsatz.

#### Lim-6M
Anfang der 1970er-Jahre waren die Lim-5P überflüssig geworden. So wurde entschieden, 40 Maschinen in einen Jagdbomber umzubauen, der weitestgehend dem Lim-6bis-Standard entsprach. Dazu wurde das Radar entfernt und die beiden zusätzlichen Pylone montiert. Die Avionik wurde modernisiert und die Bordelektrik entsprechend angepasst. Als wesentliches Unterscheidungsmerkmal zur Lim-6bis wurde der Bremsschirm nicht montiert. Der Typ blieb bis zum Ersatz durch die Suchoi Su-22M4 teilweise bis 1987 im Einsatz.

#### Lim-6MR
Weitere 14 Lim-5P wurden ähnlich der Lim-6M zu Kampfaufklärern umgerüstet. Sie entsprachen in der Ausführung der Lim-6M, besaßen jedoch zusätzlich eine Unterrumpfkameraverkleidung wie die Lim-6R. Die erste umgebaute Maschine wurde am 31. März 1971 ausgeliefert, die letzte am 20. Dezember 1974. Die Maschinen blieben bis zum 8. Dezember 1988 im Einsatz.

### Lizenzfertigung in der Tschechoslowakei
Bei Aero sollte eine Lizenzfertigung aufgenommen werden. Dazu wurden im Oktober 1955 zwei Mustermaschinen nach Kbely geliefert und dort bis zum 25. Oktober zusammengebaut. Der Erstflug dieser Maschine erfolgte einige Tage später. Es wurde jedoch keine Fertigung eingeleitet und die beiden Mustermaschinen dienten daraufhin als persönliche Flugzeuge von General Josef Kúkel und des stellvertretenden Verteidigungsministers General Josef Vosáhlo. Als die MiG-17PF für eine Lizenzfertigung angeboten wurde, entschied sich die tschechoslowakische Regierung jedoch für die fortschrittlichere MiG-19.

## Betreiber und Einsatz
Die MiG-17 wurde im Laufe ihrer Geschichte von verschiedenen Staaten verwendet. Dabei wurde sie auch immer wieder in Kampfhandlungen aktiv eingesetzt.

### Afghanistan
Die Luftwaffe der Afghanischen Republik erhielt ihre ersten MiG-17 1957, die von der UdSSR mitsamt Piloten und Ausbildern geliefert wurden. 1967 waren 32 Maschinen bei den Streitkräften im Einsatz. Die afghanischen Piloten wurden dann von den lokalen Flugschulen ausgebildet. Sie war nach der April-Revolution 1978 eines der Hauptangriffsflugzeuge und wurde in den 1980er-Jahren von der afghanischen Regierung als Erdkampfflugzeug in der Nahunterstützung gegen die Mudschahid eingesetzt. Während des Krieges erging eine Anfrage an die UdSSR, noch eine Serie der MiG-17 aufzulegen, was aber nicht zur Ausführung kam, da alle Fertigungswerkzeuge bereits verschrottet waren. Afghanistan entschied sich daraufhin für den Einsatz der moderneren MiG-21, wobei die MiG-17 mindestens bis 1982 noch als Ausbildungsflugzeug genutzt wurde.

### Ägypten

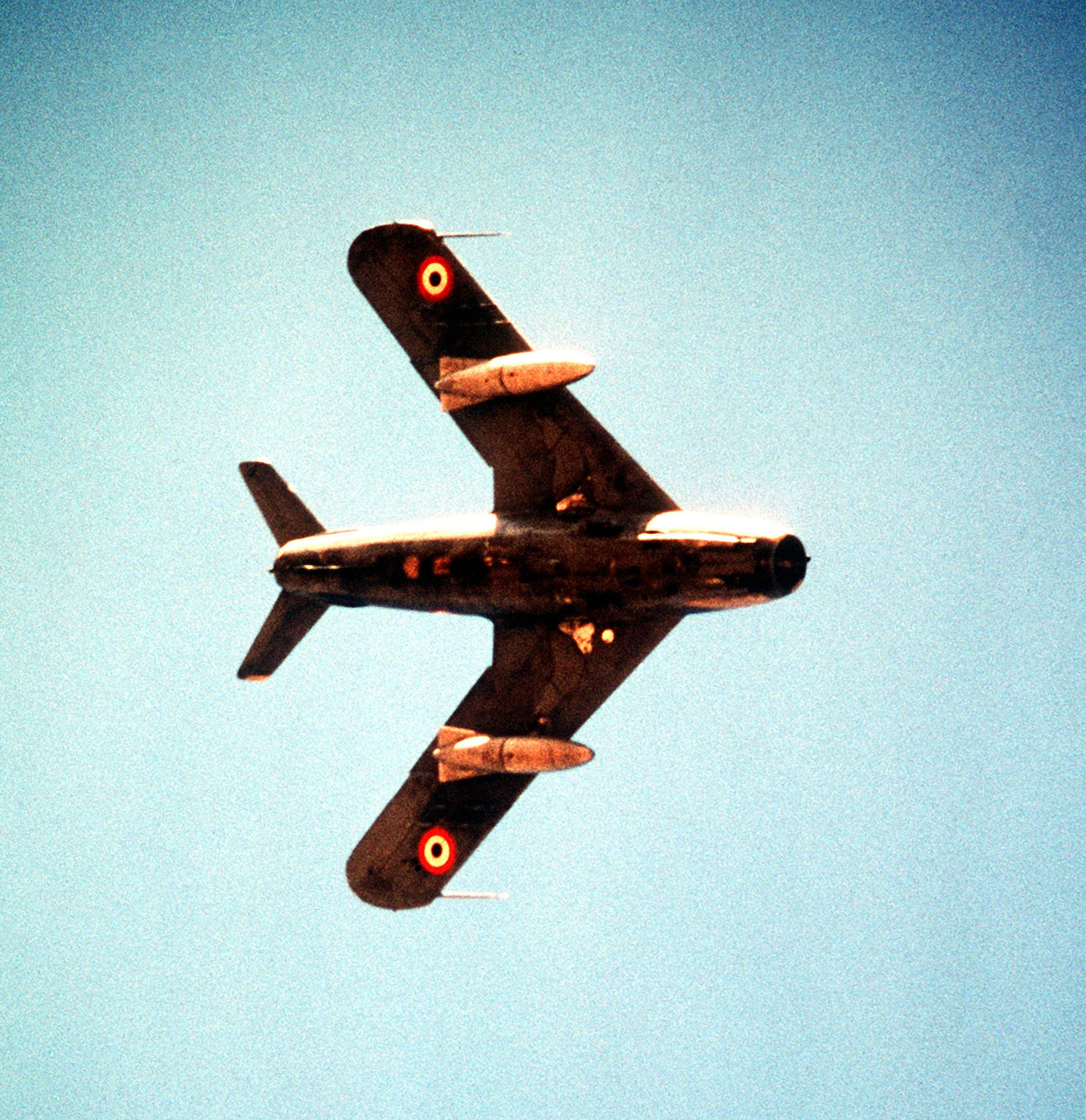
Ägyptische MiG-17 als Erdkampfflugzeug, 1981

Die ägyptischen Luftwaffe setzte die MiG-17 1956 in der Sueskrise ein. Dabei trafen die MiGs auf israelische Dassault Mystère IV. Die ägyptischen Piloten waren schlechter ausgebildet als die israelischen, deshalb ist eine Leistungsbeurteilung der MiG-17 nicht möglich. Während der Kämpfe wurde die erste MiG-17 am 31. Oktober 1956 von zwei Mystère IV abgeschossen. Nach dem Ende der Kampfhandlungen stockten sowohl Ägypten als auch Syrien ihre Luftkampfflotten mit MiG-17 auf. Es kam immer wieder zu einem Aufeinandertreffen mit den Luftstreitkräften Israels, doch konnten sich die MiG-17 gegenüber moderneren israelischen Typen nur im Einzelfall behaupten. Während des Stellvertreterkrieges im Jemen zwischen Ägypten und Saudi-Arabien in den Jahren 1962–67 wurde die MiG-17 hauptsächlich als Erdkampfflugzeug eingesetzt, doch kam es gelegentlich auch zu Luftkämpfen mit der Hawker Hunter.
Während des Sechstagekrieges 1967 wurde deutlich, dass die Zeit der MiG-17 eigentlich vorbei war. Die Maschinen waren leichte Beute für die mit modernen Typen ausgerüsteten Israelis; außerdem wurden viele ägyptische MiG-17 bereits am Boden zerstört. 1970 gerieten zwei syrische MiG-17 unversehrt in israelische Hände, als die Piloten irrtümlicherweise in Israel landeten. Zwar waren die verbliebenen Maschinen bis Mitte der 1970er-Jahre in den Luftwaffenarsenalen verschiedener arabischer Streitkräfte, aber ihre Einsatzmöglichkeiten waren beschränkt. So konnte die MiG-17 während des Jom-Kippur-Krieges nochmals ihre Leistungsfähigkeit in der Erdkampfrolle unter Beweis stellen. Während die syrischen MiG-17-Verbände hohe Verluste erlitten, konnten die ägyptischen Maschinen auf dem Sinai dank der durch Boden-Luft-Raketen gebrochenen Lufthoheit Israels zahlreiche Erfolge erzielen. Die dort eingesetzten MiG-17 waren mit Außenstationen zur Aufnahme von acht ungelenkten Raketen ausgerüstet worden. Zusätzlich waren zwei Pylone unter dem Vorderrumpf für leichte Abwurfbewaffnung angebracht worden.

### Albanien
Albanien wurde von der UdSSR Mitte der 1950er-Jahre mit einem ersten Los von zehn Maschinen beliefert. Nach dem Bruch mit der Sowjetunion 1961 übernahm China die Rolle des Waffenlieferanten. 1965 wurden erste Lose von Shenyang J-5 und J-5A geliefert. 1972 verfügte Albanien über vier Geschwader, die mit Shenyang J-5 ausgerüstet waren. 1999 waren noch elf MiG-17PF (oder J-5A), zwei MiG-17F (oder J-5) und drei Shenyang JJ-5 im Einsatz.

### Algerien
Ab Mitte der 1960er-Jahre wurde die algerische Luftwaffe mit insgesamt 60 MiG-17F beliefert, die ab 1979 in erster Linie als Bodenangriffsflugzeuge eingesetzt wurden. Einige Maschinen dienten in den 1980er-Jahren als Schulflugzeuge. Die MiG-17 blieb bis in die 1990er-Jahre im algerischen Bürgerkrieg im Einsatz.

### Angola
Nach Angola wurden einige MiG-17F (acht?) von Kuba als Waffenhilfe geliefert. Die genauen Umstände sind nicht bekannt. Ende der 1980er-Jahre wurden sie durch moderne MiG-23F ersetzt und ins zweite Glied verschoben.

### Äthiopien
Die äthiopische Luftwaffe erhielt 40 MiG-17F aus sowjetischen Beständen, von denen im Jahr 1979 noch 20 einsatzbereit waren. Die Flugzeuge wurden während des Krieges gegen Somalia und gegen die Eritreische Volksbefreiungsfront eingesetzt. 1991 waren in Äthiopien noch 15 Maschinen als Bodenangriffsflugzeuge der Luftwaffe vorhanden.

### Bangladesch
China lieferte einige Shenyang FT-5 an Bangladesch.

### Bulgarien
Die bulgarischen Luftstreitkräfte setzten ab 1955 MiG-17F und MiG-17PF ein. Polen lieferte mindestens zwei Lim-5P an Bulgarien. 1963 wurde eine Anzahl von mit Aufklärungsausrüstung bestückten Maschinen geliefert. Bereits Anfang der 1960er-Jahre wurde die MiG-17 durch die MiG-19 verdrängt und dann als Bodenangriffsflugzeuge eingesetzt. 1988 wurden die letzten MiG-17 durch Su-25 ersetzt und schieden aus dem Dienst aus.

### China
Die ersten Maschinen wurden 1956 von der UdSSR an China geliefert und erhielten die Bezeichnung J-4. Es wurde eine Lizenzfertigung aufgenommen. Insgesamt wurden 20 Regimenter mit 3.500 bis 4.500 MiG-17 ausgerüstet. Das Kunstflugteam der chinesischen Luftwaffe „1. August“ wurde mit Shenjang JJ-5 ausgerüstet.
1997 waren noch etwa 100 Maschinen im Einsatz. Die ausgemusterten MiG-17 wurden eingelagert und ab 1986 an private Betreiber verkauft.
Die chinesische Lizenzversion J-5 wurde wiederholt ab Ende der 1950er- bis Anfang der 1960er-Jahre in Kämpfen gegen verschiedene Flugzeuge Taiwans eingesetzt. Dabei kam es zu Verlusten auf beiden Seiten. Im Juni 1956 schoss Liu Ming in einer chinesischen J-5 eine taiwanesische Boeing B-17 ab. Liu Ming erhielt dafür einen hochrangigen Orden. Am 18. Februar 1958 wurde eine RB-57D von einer J-5 abgeschossen. Während der Zweiten Quemoy-Krise lieferten die USA über 700 moderne Flugzeuge, darunter Martin RB-57D und von US-Piloten geflogene Lockheed U-2, nach Taiwan. Im Sommer 1958 gelang durch eine J-5 auch der Abschuss einer defekten U-2. Am 14. August 1958 trafen J-5 auf eine Gruppe F-86F und konnten zwei von ihnen abschießen. Der erfolgreiche Pilot Chou Chung-fu wurde während des Gefechts abgeschossen und getötet. Am 24. September kam es erneut zu einem Luftkampf zwischen etwa 15 F-86 und gut 30 J-5, bei dem vonseiten Taiwans erstmals erfolgreich Luft-Luft-Raketen eingesetzt wurden. Am 10. Oktober 1958 kam es nochmals zu einem größeren Luftkampf zwischen acht J-5 und sechs F-86, bei dem drei F-86 abgeschossen wurden, eine davon durch Flak. Danach kam es nur noch zu einzelnen Gefechten, an denen J-5 beteiligt waren.
Am 12. Mai 1965 wurde eine J-5 von einer US-amerikanischen McDonnell F-4C abgeschossen.
Am 14. November 1983 flüchtete ein Pilot der chinesischen Luftwaffe mit einer MiG-17 nach Taiwan. Nach dem Prämiensystem für Deserteure aus der Volksrepublik China erhielt er von der taiwanesischen Regierung rund 1.400.000 US-Dollar als Belohnung.

### DDR

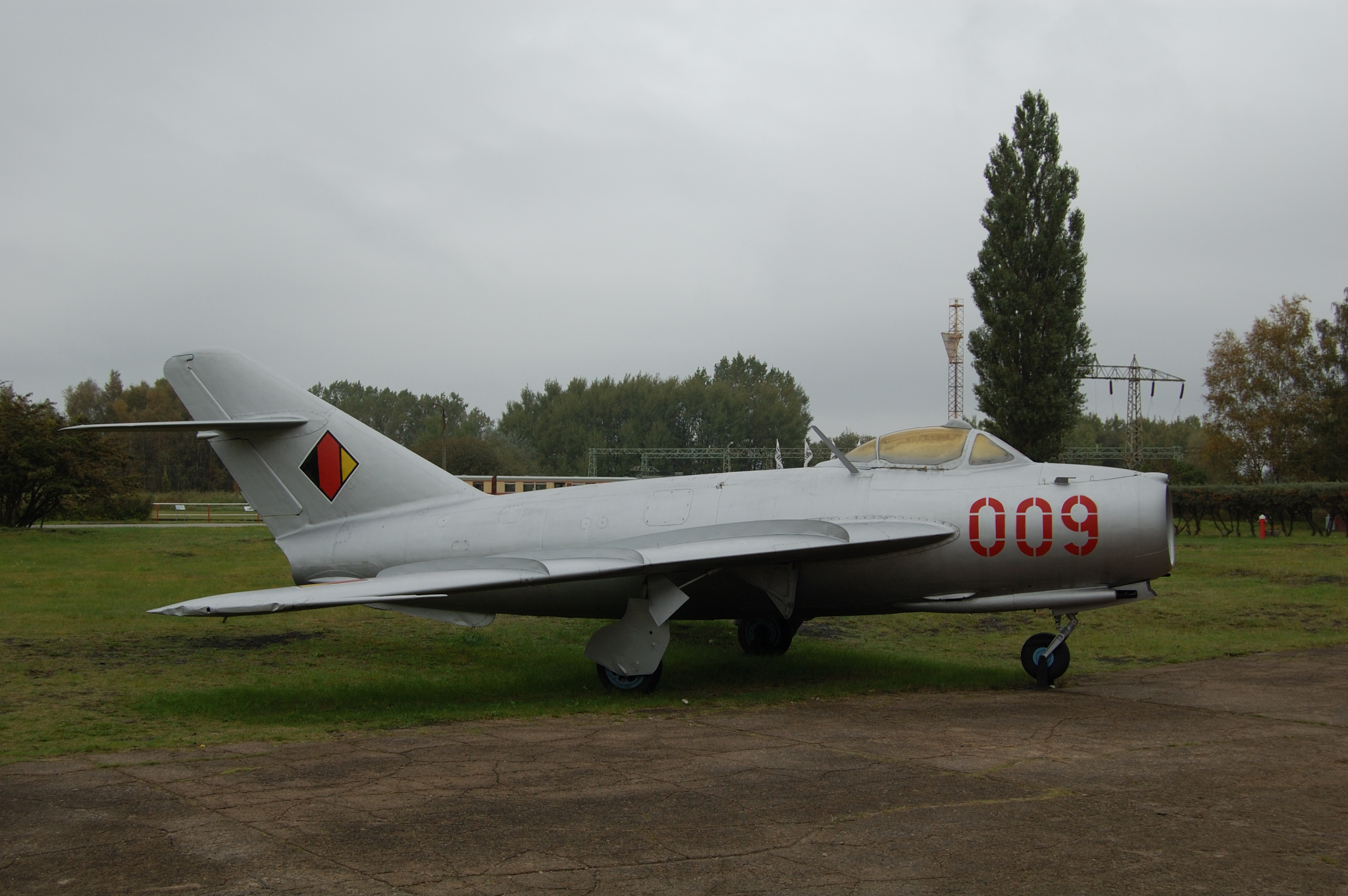
MiG-17glatt
Werksnummer 541959
ehem. taktische Nummer 402
ab 1961 in NVA-Dienst, ausgestellt in Peenemünde

Die Luftstreitkräfte der Nationalen Volksarmee der DDR setzten die MiG-17 in den Versionen MiG-17 (1. Serie), MiG-17F und MiG-17PF von 1957 bis 1985 ein. Insgesamt wurden alle sechs Jagdfliegergeschwader der Luftstreitkräfte mit der MiG-17 ausgerüstet (JG-1, 2, 3, 7, 8, 9).
Vom Juni 1957 bis April 1958 wurden MiG-17 des ersten Serienloses und MiG-17F geliefert, um die bis dahin geflogenen Jak-11 und übergangsweise eingesetzten MiG-15bis zu ersetzen.
Die ersten Serien-MiG der NVA besaßen keinen Nachbrenner, kamen gebraucht aus sowjetischen Beständen und wurden nur in geringer Stückzahl (15) eingesetzt. Diese Flugzeuge erhielten wegen der fehlenden Nachbrennersegmente am Heck, der kleineren Bremsklappen und nicht zuletzt auch wegen der unbestimmten Versionsbezeichnung die interne Bezeichnung MiG-17glatt oder glatte MiG-17. Sie wurde meist von frisch von der Fliegerschule gekommenen Piloten geflogen oder von Fluglehrern zum Halten ihres Ausbildungsstandes. Einige dieser Flugzeuge bekamen eine hydraulikverstärkte Höhensteuerung und vergrößerte Luftbremsen für die verbesserte Manövrierfähigkeit in großen Höhen. Diese MiGs wurden intern als MiG-17H bezeichnet. Flugzeuge dieses Typs wurden bis zur Einführung der L-29 Delfin auch zur Pilotenschulung eingesetzt.
Die MiG-17F bildete mit 173 Maschinen die meistgenutzte Version. In den Jahren ihres Einsatzes war sie das Standardjagdflugzeug der NVA. Bei diesen Flugzeugen handelt es sich um die polnische Lizenzausführung LIM-5, die bei WSK-Mielec produziert wurde. Für Erdkampfeinsätze konnten anstelle der Zusatztanks zwei 250-kg-Bomben mitgeführt werden. Ab 1959 nutzte das Fliegerausbildungsgeschwader FAG-15 in Kamenz ebenfalls die MiG-17F.
Die begrenzt allwettertauglichen MiG-17PF waren ebenfalls polnische Lizenzbauten LIM-5P und stammten aus den ersten drei Serienlosen des Mielec-Werkes. Sie wurden von Januar bis Mai 1959 an die NVA ausgeliefert. Als Funkmessvisier diente ein RP-1 „Isumrud“ („Smaragd“). Die 37-mm-Kanone N-37D war ausgebaut und durch eine dritte 23-mm-Kanone NR-23 ersetzt worden, um die Masse zu verringern. Trotzdem war die PF 280 kg schwerer als herkömmliche MiG-17. 40 Exemplare wurden gebaut und beim JG-1, JG-2(?) und JG-9 geflogen.

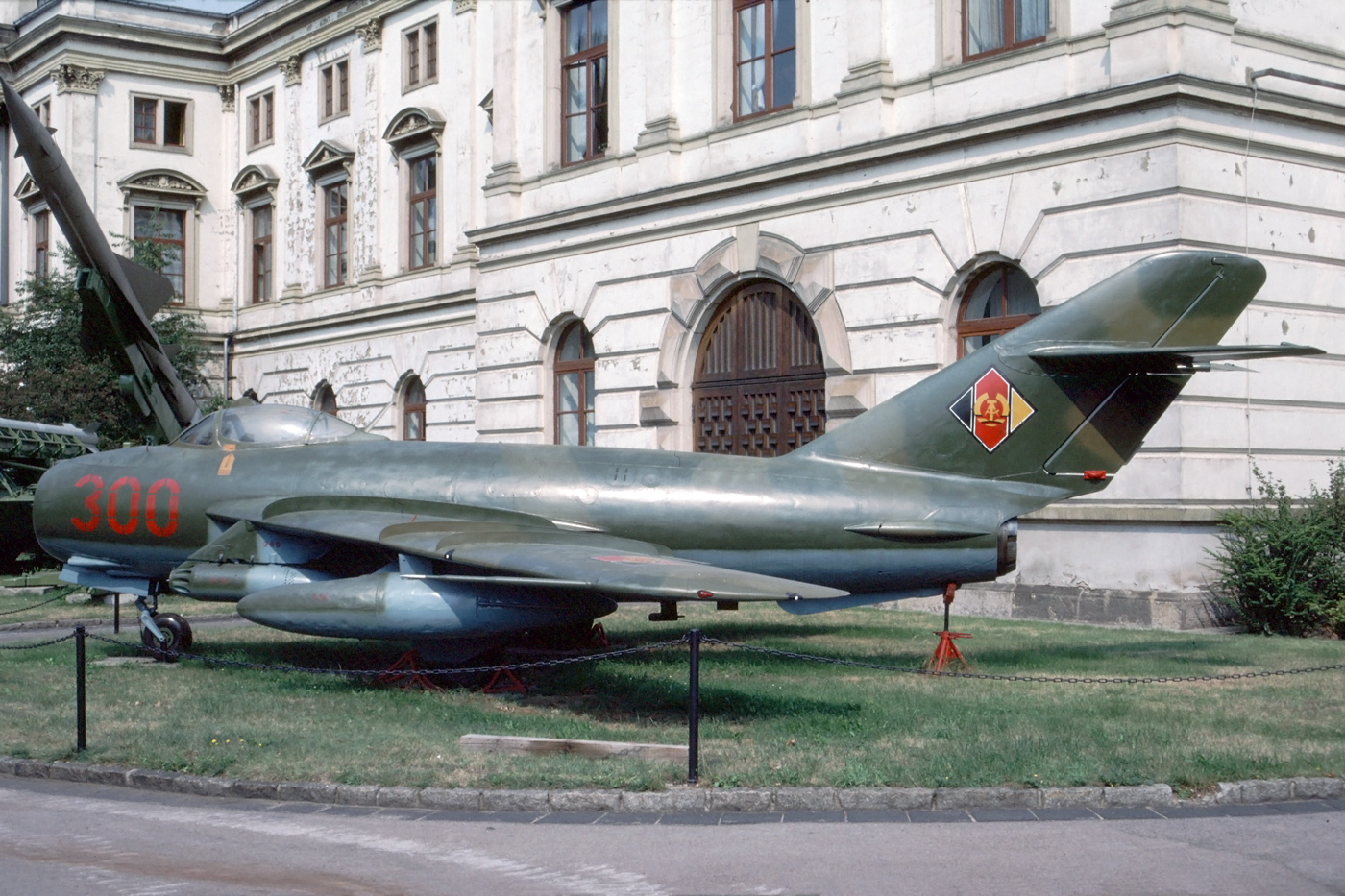
MiG-17F des JBG-31 im Armeemuseum Dresden (1990)

Von 1962 bis 1967 wurde die MiG-17 schrittweise aus den Jagdstaffeln herausgenommen und durch die MiG-21 ersetzt. Die am besten erhaltenen 47 MiG-17F erhielten von 1973 bis 1975 in der Flugzeugwerft Dresden auf Basis der LIM-6bis je eine zusätzliche Aufhängung pro Tragfläche zwischen Rumpf und Zusatztank und wurden, ausgestattet mit zwei „Mars“-Behältern für je 16 ungelenkte 57-mm-Raketen S-5 oder zwei 250-kg-Bomben, als Jagdbomber eingesetzt. Diese MiG-17 flogen als einzige mit einem braun-grünen Flecktarnanstrich und blauer Unterseite, alle anderen waren in Naturaluminium belassen worden. Eingesetzt wurden die Flugzeuge im 1971 gegründeten JBG-31 in Drewitz.
Ende 1960 wurden noch einige MiG-17glatt und MiG-17F von sowjetischen Piloten aus der UdSSR nach Cottbus überführt und dort an die NVA übergeben.
Die NVA-Piloten waren mit der zuverlässigen und gut steuerbaren MiG-17 sehr zufrieden. Einzig auftretende Probleme waren Überhitzungen des WK-1F-Triebwerks (F = russisch für beschleunigt) der MiG-17F/PF, dessen Nachbrenner nur kurze Zeit (drei Minuten bis 7.000 m, zehn Minuten über 10.000 m) und nach langjähriger Dienstzeit überhaupt nicht mehr zugeschaltet werden durfte.

#### Verbleib
Insgesamt beschaffte die NVA 288 MiG-17 (173 MiG-17F, 40 MiG-17PF, 75 MiG-17glatt). Davon gingen 55 Stück verloren, eine davon bei einem Flug mit Sigmund Jähn, der sich mit dem Schleudersitz rettete.
Im August 1967 gab die NVA als Reaktion auf die im Sechstagekrieg erlittenen arabischen Verluste 30 MiG-17F an Ägypten ab. Bei der unter strengster Geheimhaltung durchgeführten Aktion wurden die Flugzeuge in der Flugzeugwerft Dresden für die Überführung vorbereitet. Anschließend flogen sie Flugzeugführer der LSK/LV nach Batajnica in Jugoslawien, wo sie demontiert und in ägyptische Transportflugzeuge verladen wurden.
Ab 1980 wurden die Jabo-MiGs durch die MiG-23BN ersetzt und teilweise als Entwicklungshilfe an afrikanische Staaten (zwölf an Mosambik, drei an Guinea-Bissau) verschenkt. Die letzten MiG-17F wurden 1985 ausgemustert und verschrottet. Einige dienten bis zum Ende der DDR als Traditions-Vorstartlinienflugzeuge in Kamenz bzw. Bautzen oder als Ausstellungsstücke in Museen und Pionierparks. Die heute in Peenemünde ausgestellte MiG-17 mit der fiktiven taktischen Nummer rote 009 ist eine der 1960 aus der UdSSR überführten Maschinen. Eine erhaltene MiG-17F aus polnischer Lizenzfertigung (taktische Nummer 300, ehemaliges Ausstellungsstück im Militärhistorischen Museum Dresden, siehe Bild oben) ist im Luftfahrttechnischen Museum Rothenburg (am Flugplatz Rothenburg/Görlitz) zu besichtigen.

### Guinea
Guinea erhielt von der UdSSR acht MiG-17F und gewährte im Gegenzug die Stationierung von Tupolew Tu-95RT in Conakry. Sechs dieser MiG-17 waren 1991 noch einsatzbereit. Piloten aus Guinea-Bissau wurden diese Maschinen zeitweise als Fortgeschrittenentrainer zur Verfügung gestellt.

### Guinea-Bissau
Guinea-Bissau erhielt Anfang der 1980er-Jahre drei Lim-5 von der damaligen DDR. Weitere Flugzeuge wurden aus Guinea geliehen. Nach dem Verlust zweier Maschinen waren 1991 noch drei Maschinen einsatzbereit. Sie waren in Bissalanca stationiert.

### Indonesien
An die indonesische Luftwaffe wurden insgesamt 60 Maschinen aus der Tschechoslowakei geliefert. Davon waren mindestens fünf Maschinen Lim-5P, die im Juni 1959 exportiert wurden. Sie nahmen auch an den Säuberungsaktionen nach dem G30S/PKI-Putschversuch teil. Im Oktober 1972 waren die meisten MiG-17 wegen fehlender Ersatzteile nicht mehr einsatzbereit und wurden bis Mitte der 1970er-Jahre durch australische F-86 ersetzt.

### Irak
Der Irak erhielt in den 1960er-Jahren eine Lieferung von etwa 15 MiG-17F und 20 MiG-17PF. 1976 waren 30 Maschinen in drei Geschwadern einsatzbereit. Einige Maschinen sollen noch während des Ersten Golfkrieges 1988 eingesetzt worden sein, obwohl sie 1982 durch eine Lieferung von 100 Shenyang J-6 ersetzt wurden.

### Kambodscha
Nach der Annäherung Kambodschas an die UdSSR lieferte diese ab November 1963 zunächst drei MiG-17, die 1964 durch eine weitere Lieferung von neun Maschinen ergänzt wurden. China wurde ebenfalls um Ausrüstung gebeten und so kamen Ende 1964 nochmals sechs chinesische MiG-17 nach Kambodscha. Nach den Aufständen im März 1970 wurden die MiG-17 von US-Kräften ausgiebig untersucht. Ein Großteil der Maschinen wurde 1971 während der Kämpfe um Phnom Penh zerstört. Wegen fehlender Ersatzteile wurden die verbliebenen Maschinen schnell einsatzunfähig und durch US-Muster ersetzt.

### Kuba
Nach der Invasion in der Schweinebucht rüstete die UdSSR Kuba mit modernen Waffensystemen aus. Obwohl die bereits gelieferten Atomwaffenträger Iljuschin Il-28 wieder abgezogen worden waren, blieben über 30 MiG-17 in Kuba zurück. Diese wurden durch weitere Lieferungen aufgestockt, so dass 1971 75 Maschinen in der kubanischen Luftwaffe existierten. Zu diesem Zeitpunkt wurden sie durch moderne Muster ersetzt und als Jagdbomber umgerüstet. In diesem Aufgabengebiet waren 1991 noch 18 Maschinen einsatzbereit.
Am 6. Oktober 1969 floh ein kubanischer Pilot mit einer MiG-17 und landete in Homestead, ohne von der US-Luftüberwachung bemerkt worden zu sein. Die Maschine und der Pilot verblieben in den USA. Der Vorfall wurde als Anlass für die Entwicklung des AWACS genommen.

### Madagaskar
Nach der Unabhängigkeit Madagaskars wurden acht MiG-17F an die Armée de l’Air Malgache ausgeliefert, von denen 1991 noch sechs einsatzbereit waren.

### Mali
Mali erhielt in den 1960er-Jahren fünf MiG-17F von der UdSSR. Die in Bamako stationierten Flugzeuge waren 2004 noch einsatzbereit.

### Mongolei
Die Mongolei setzte zwischen 1969 und 1979 eine Anzahl von MiG-17 ein, die durch MiG-21 abgelöst wurden.

### Marokko
Nach der Erringung der Unabhängigkeit wurden am 10. Februar 1961 zwölf MiG-17 aus der UdSSR nach Marokko geliefert. Diese wurden zunächst von sowjetischem Personal gewartet. Die Pilotenausbildung erfolgte ebenfalls durch sowjetisches Personal. Bereits 1966 wurden die MiG-17 aus dem Truppendienst zurückgezogen, eingelagert und Anfang der 1980er-Jahre verschrottet.

### Mosambik
An die Luftwaffe in Mosambik wurden insgesamt 30 MiG-17 und MiG-17F geliefert, teilweise aus Beständen der DDR. Sie blieben bis 1991 im Einsatz.

### Nigeria
Im August 1967 wurden 28 MiG-17F an Nigeria geliefert, fünf davon stammten aus ägyptischen Beständen, der Rest wurde mit An-12-Transportern aus der Sowjetunion eingeflogen. Sie wurden 1969 durch acht ausgemusterte MiG-17 der Luftstreitkräfte der NVA ergänzt. Bei den Piloten handelte es sich um Briten oder Südafrikaner. In Nigeria kam die MiG-17 ab 1969 während des Bürgerkrieges um Biafra zum Einsatz. Die meisten Verluste waren der schlechten Ausbildung der Piloten geschuldet und es kam wiederholt zu Unfällen, bis der Bürgerkrieg 1970 beendet wurde. Es waren maximal 16 Maschinen einsatzbereit, die restlichen blieben eingelagert. Ab 1975 wurden sie durch MiG-21 ersetzt.

### Nordkorea
Nach dem Koreakrieg begann eine umfangreiche Aufrüstung Nordkoreas. 1956 wurden 150 MiG-17F und Shenyang F-5 geliefert, dazu kamen ab 1958 noch MiG-17PF. 1990 waren noch über 150 Maschinen einsatzbereit.

### Nordjemen
Nach dem Bürgerkrieg 1972 erhielt der Nordjemen 30 MiG-17F, von denen 1979 noch neun Maschinen im Einsatz waren. Als Fortgeschrittenentrainer blieben sechs von ihnen bis 1987 bei der Truppe und wurden dann ersetzt.

### Pakistan
Ab 1975 setzte Pakistan 20 Stück der Shenyang FT-5 als Schulflugzeuge ein.

### Polen
Polen erhielt im Mai und August 1955 zwei Lieferungen der UdSSR von insgesamt zwölf MiG-17PF, die als Objektschutzjäger Warschau schützen sollten. Die Maschinen wurden schließlich als Abfangjäger um 1975 durch polnische Lim-5 ersetzt. Die verbliebenen acht Maschinen wurden als Bodenangriffsflugzeuge eingesetzt und in den 1980er-Jahren aus dem Dienst genommen.
Die ersten in Polen gebauten Lim-5 wurden im November 1956 an die Truppe ausgeliefert und auf dem Flughafen Bemowo stationiert. Im März 1957 waren zwei Geschwader in Grenznähe mit den Lim-5 ausgerüstet und einsatzbereit. Die ersten Lim-5P wurden am 12. Februar 1959 ausgeliefert und meldeten auf dem Stützpunkt Orneta am 4. Mai desselben Jahres die Einsatzbereitschaft. Die letzten zwölf Maschinen wurden in Zegrze Pomorskie 1979 ausgemustert.
Das Jagdflugzeug Lim-5M wurde im Dezember 1960 in die Truppe eingeführt, die Lim-6bis am 15. März 1963. Die letzten Lim-6bis der polnischen Marine wurden 1988 außer Dienst gestellt, während die Luftwaffe den Typ bis zum 20. Februar 1992 benutzte. Es handelte sich um eine Lim-6bis, Seriennummer 1J05-22.
Zwischen 1971 und 1974 wurden 40 Lim-5P zu Lim-6M umgebaut, 14 zu Lim-6MR. Die letzte Maschine dieses Typs wurde am 8. Dezember 1988 außer Dienst gestellt.
Für den Aufklärungseinsatz wurde 36 Lim-5P auf den Lim-5R-Standard umgerüstet und ab dem 7. Juli 1960 in speziellen Aufklärungsgeschwadern eingesetzt. Immer wieder wurden Lim-5R aus diesen herausgenommen und Jagdbombergeschwadern zugeteilt. Die Aufklärungsgeschwader wurden ab 1963 mit Lim-6R wieder aufgefüllt.
Anfang der 1970er-Jahre wurden die Lim-5 durch MiG-21 aus ihrer Jagdflugzeugrolle verdrängt und an Schuleinheiten abgegeben. Dort verblieben sie teilweise bis 1991, als sie von PZL TS-11 Iskra ersetzt wurden.
Lim-5 wurden auch als Versuchsflugzeuge und als Zielschleppflugzeuge eingesetzt.
Der letzte Flug einer polnischen Lim-5 fand am 12. Juli 1993 in Modlin statt. Die ausgemusterten Maschinen wurden in Bydgoszcz und Katowice zunächst eingelagert. Die meisten Flugzeuge wurden abgebrochen. Eine Anzahl ging zu Übungszwecken an verschiedene technische Schulen der polnischen Luftstreitkräfte, einige gingen in Sammlungen, andere wurden für Werbezwecke eingesetzt oder flugfähig aufgearbeitet.

### Rumänien

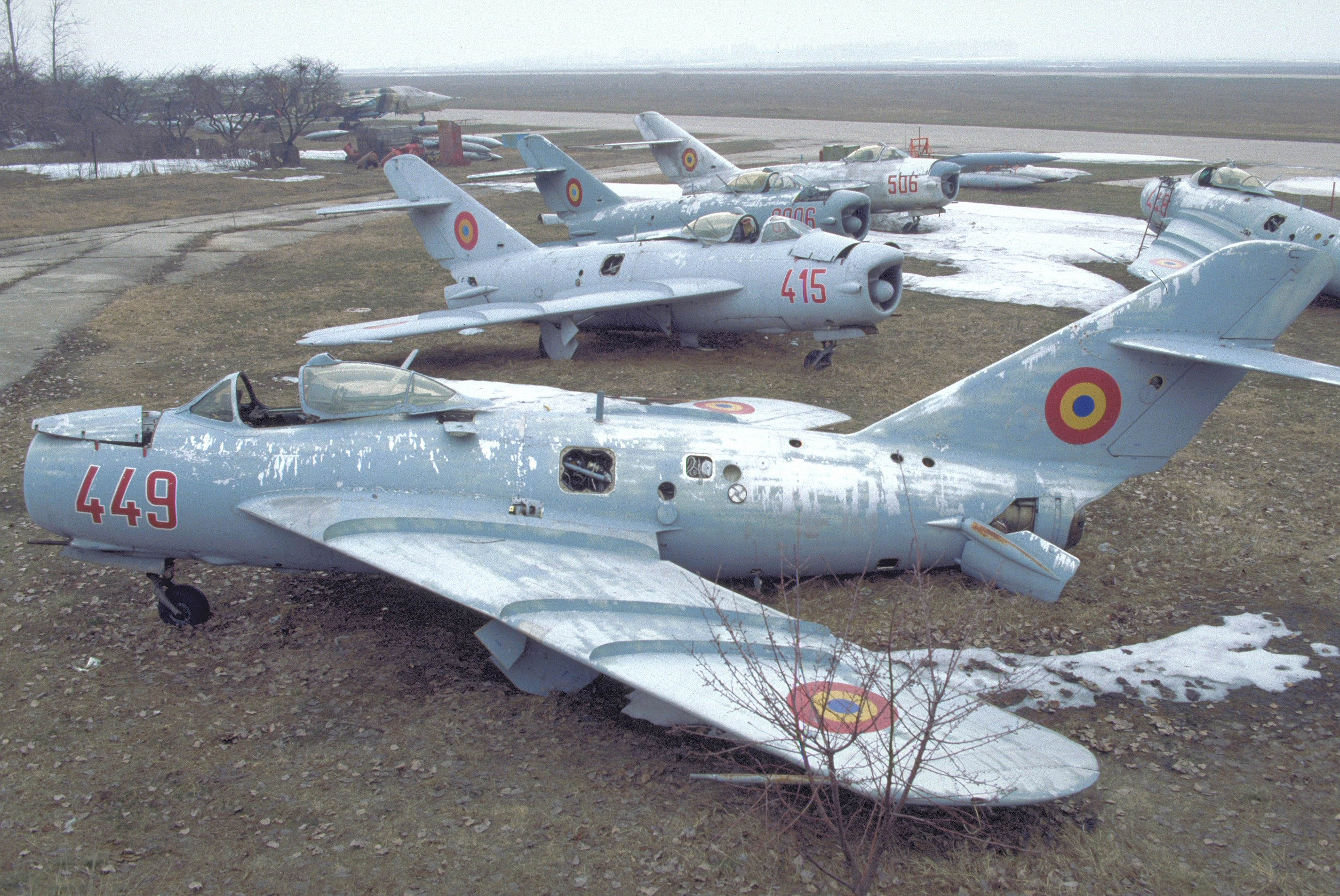
Ausgemusterte und abgestellte rumänische MiG-17F (Vordergrund) und PF

Rumänien erhielt ab 1956 Lieferungen der MiG-17F und MiG-17PF. Anfang der 1970er-Jahre wurden die Flugzeuge aus der Jagdflugzeugrolle herausgenommen und als Jagdbomber umgerüstet. Ende der 1970er-Jahre waren noch 70 Maschinen einsatzbereit. 1991 wurden noch zehn Maschinen als Schulflugzeuge eingesetzt.

### Simbabwe
Simbabwe erhielt 1986 eine Anzahl F-5 und FT-5. Die F-5 wurden bis 1991 durch Chengdu F-7 ersetzt, aber die FT-5 waren zu diesem Zeitpunkt noch als Schulflugzeuge im Einsatz.

### Somalia
Ab 1963 erhielt Somalia zwölf MiG-17, die in Mogadischu und Hargeysa stationiert waren. Während des Krieges mit Äthiopien wurden die meisten MiG-17 zerstört. Die verbliebenen Maschinen wurden nach der Kündigung des Freundschaftsvertrages mit der UdSSR im selben Jahr aufgrund fehlender Ersatzteile schnell einsatzunfähig und Anfang der 1990er Jahre schließlich aufgegeben.

### Sri Lanka
Nach einem Aufstand im März 1971 erhielt Sri Lanka fünf MiG-17. Bereits im Januar 1972 wurden die Flugzeuge wegen fehlender Ersatzteile und Treibstoff bis 1973 abgestellt. Dann wurden sie wieder in den Truppendienst übernommen und blieben bis 1979 im Einsatz. 1991 erhielt Sri Lanka von China noch zwei FT-5-Schulflugzeuge.

### Südjemen
Auch der Südjemen setzte etwa 30 MiG-17 ein, wobei die Zahlen zwischen 12 und 37 schwanken.

### Sudan
Nach dem Umsturz 1969 wurde der Sudan Partner sowohl der UdSSR als auch Chinas. China lieferte etwa 20 Shenyang F-5 und FT-5. 1991 waren noch zehn dieser Maschinen vorhanden. Während der sudanisch-äthiopischen Streitigkeiten Ende der 1970er-Jahre wurden von beiden Seiten MiG-17 eingesetzt und auch von beiden Seiten Abschüsse gemeldet.

### Syrien
Syrien bestellte im November 1956 insgesamt 60 MiG-17F und entsandte 20 Piloten in die UdSSR zur fliegerischen Ausbildung. 18 weitere wurden in Polen ausgebildet. Die Auslieferung der Maschinen begann dann im Januar 1957. Die Maschinen wurden bis 1961 intensiv genutzt und dann durch moderne Flugzeuge im Kampfeinsatz ersetzt. 1991 waren noch 30 Maschinen als Schulflugzeuge eingesetzt.

### Tansania
Tansania plante Anfang der 1970er-Jahre die Beschaffung von insgesamt 48 Shenyang J-5. Die ersten zwölf Maschinen wurden daraufhin 1973 geliefert und in Mikumi stationiert. Die Beschaffung wurde jedoch nicht fortgesetzt und stattdessen wurden Shenyang F-6C und Chengdu F-7M gekauft. 1991 waren noch acht MiG-17 einsatzbereit.

### Tschechoslowakei
Die Tschechoslowakei war einer der ersten Staaten, welche die MiG-17F erhielten. 1955 wurden zwei Mustermaschinen für eine geplante Lizenzfertigung ausgeliefert. Der Öffentlichkeit erstmals vorgestellt wurde das Muster am 2. September 1956 bei einer Vorführung auf dem Flughafen Prag-Ruzyně. Die MiG-17PF wurde im April 1957 vorgeführt. Die Bezeichnung der MiG-17PF in der Tschechoslowakei lautete S-104. Hauptaufgabe war das Abschießen westlicher Aufklärungsballone und das Abfangen gelegentlicher Scheinangriffe durch NATO-Flugzeuge. Die 30 gelieferten Maschinen blieben bis 1969 als Abfangjäger im Einsatz und wurden dann durch moderne Muster abgelöst.

### UdSSR
Ab Mitte der 1950er-Jahre hatten die Einsatzversionen der MiG-17 und MiG-17F die MiG-15 bei den sowjetischen Luftstreitkräften ersetzt. Bei den Luftverteidigungsstreitkräften (PWO) wurden die MiG-17P und MiG-17PF bis etwa 1960 die Standardabfangjäger. 1955 etwa waren 2.150 Maschinen nur bei der Luftwaffe im Einsatz. Ab 1954 wurden auch auf sowjetischen Basen im Ausland MiG-17 stationiert. In der DDR waren von 1956 bis 1967 MiG-17 stationiert, bis sie von Suchoi Su-7 abgelöst wurden.
Seit dem Beginn des Kalten Krieges führten die USA über dem Territorium der UdSSR regelmäßig Spionageflüge durch. Mit der MiG-17 war es möglich, diese Einflüge in einem gewissen Maße zu unterbinden, allerdings wurden aufgrund der langsamen Befehlsübermittlung die eindringenden Flugzeuge nur selten abgefangen.
Am 9. Mai 1954 traf eine MiG-17PF auf eine Boeing RB-47E in der Nähe von Archangelsk, die RB-47 konnte jedoch beschädigt entkommen. Am 4. September 1954 wurde bei Nachodka eine Lockheed P2V-5 abgeschossen.
Beständig kam es auch zu Einsätzen der MiG-17 gegen driftende Aufklärungsballons, die jedoch nur gelegentlich abgeschossen werden konnten.
Ab 1956 war die MiG-17 mit dem Erscheinen der Lockheed U-2 nicht mehr in der Lage, die Eindringlinge abzufangen. Einem ersten Einsatzbericht über ein Flugzeug, das über 20.000 Meter hoch in der Nähe von Moskau gesichtet worden war, wurde zunächst kein Glauben geschenkt, da es auch nicht auf dem Radar bemerkt worden war. Kurz darauf wurde bei einem weiteren Einsatz jedoch von verschiedener Seite die Leistungsfähigkeit der U-2 bestätigt. Wiederholt versuchten MiG-17 diesen Flugzeugtyp abzufangen, jedoch stets ohne Erfolg. Die Luftabwehr ruhte daraufhin mehr und mehr auf den Schultern der Boden-Luft-Raketen.
Am 27. Juni 1958 fingen zwei MiG-17 südlich von Jerewan eine Fairchild C-119 ab, deren Besatzung unverletzt gefangen genommen werden konnte, obwohl das Flugzeug abstürzte und ausbrannte. Die Besatzung wurde am 7. Juli US-Vertretern übergeben.
Am 2. September 1958 schossen sowjetische MiG-17 ein US-Transportflugzeug vom Typ Lockheed C-130 Hercules über der Armenischen SSR ab (siehe auch: Abschuss einer Hercules über Armenien).
Am 7. November 1958 wurde eine Boeing RB-47 bei Ventspils von zwei MiG-17 angegriffen und beschädigt. Die Boeing konnte sich in den internationalen Luftraum retten, stürzte wahrscheinlich jedoch dann ab und sank.
Das Kunstflugteam der sowjetischen Luftstreitkräfte, Rote Fünf, übernahm ebenfalls Mitte der 1950er-Jahre die MiG-17F.
Ab 1960 rückte die MiG-17 zurück ins zweite Glied der Luftstreitkräfte und wurde durch moderne Typen ersetzt. Sie übernahm hingegen als Mehrzweckflugzeug auch die Aufgabe von Zielschleppflugzeugen oder wurde zur Drohne umgerüstet. Trotzdem blieb sie noch eine Zeit lang in den Frontverbänden. Einige Maschinen blieben bis in die 1980er-Jahre bei der DOSAAF im Einsatz.
Im Sommer 1963 wurde eine aus dem Iran einfliegende Aero Commander 560 von zwei MiG-17 abgefangen. Da die Maschine versuchte zu fliehen, wurde sie abgeschossen. Im Sommer 1966 gab es einen ähnlichen Vorfall mit einem Flugzeug des gleichen Typs, wobei die Maschine jedoch zur Landung in Mary gezwungen werden konnte. Die Besatzung wurde später ausgeliefert.
Am 25. Mai 1967 landete der 25 Jahre alte Oberleutnant der sowjetischen Luftwaffe Wassilij Jepatko mit einer MiG-17 bei Dillingen an der Donau zwischen Binswangen und Höchstädt mit eingezogenem Fahrwerk in sumpfigen Gelände.
Das Kampfflugzeug der in der DDR stationierten sowjetischen 24. Luftarmee war 180 Kilometer weit in den Luftraum der Bundesrepublik Deutschland eingedrungen. Am nächsten Tag wurde er mitsamt der MiG-17 den US-Behörden übergeben. Die mittlerweile demontierte Maschine wurde am 29. Mai über den Grenzübergang Herleshausen wieder in die DDR gebracht.

### Uganda
Uganda erhielt 1966 sieben MiG-17F aus Beständen der UdSSR. Später wurden nochmals sechs Maschinen geliefert. 1976 wurden die Maschinen aus der Jägerrolle abgezogen, durch MiG-21 ersetzt und als Bodenangriffsflugzeuge verwendet. Während eines Kommandoeinsatzes der israelischen Armee 1974, der Operation Entebbe, wurden vier MiG-17F am Boden zerstört, jedoch später durch eine Nachlieferung aus der UdSSR ersetzt.

### Ungarn
MiG-17 wurden 1956 in Stückzahlen an Ungarn geliefert. Nach dem ungarischen Volksaufstand wurden die Lieferungen eingestellt, viele Flugzeuge zurückbeordert und die Maschinen am Boden gehalten. 1957 wurde der Flugbetrieb wieder aufgenommen, allerdings mit wesentlich reduzierter Stückzahl. Zur Auslieferung kamen sowohl MiG-17F als auch MiG-17PF. Im Laufe der 1960er-Jahre wurde die MiG-17 durch die MiG-21 ersetzt, so dass sich bis 1970 keine MiG-17 mehr im Arsenal der ungarischen Luftwaffe befand.
Am 14. August 1969 floh ein ungarischer MiG-17-Pilot nach Italien und machte eine Bruchlandung bei Udine, nachdem er von anderen MiG-17 beschossen worden war, deren Piloten seine Flucht vereiteln wollten.

### USA
Die USA setzte eine Reihe von MiG-17 bei der Defence Test and Evaluation Support Agency (DTESA) auf der Kirtland AFB ein. Dabei handelte es sich zunächst um Maschinen, die von desertierten Piloten stammten, irrtümlich in einem NATO-Land landeten oder über Mittelsmänner o. ä. beschafft wurden. Diese wurden technisch untersucht und dann als Feinddarstellungsflugzeuge verwendet. 1988 wurde zusätzlich eine Reihe polnischer Lim-5 und Lim-6 offiziell gekauft.

### Vietnam

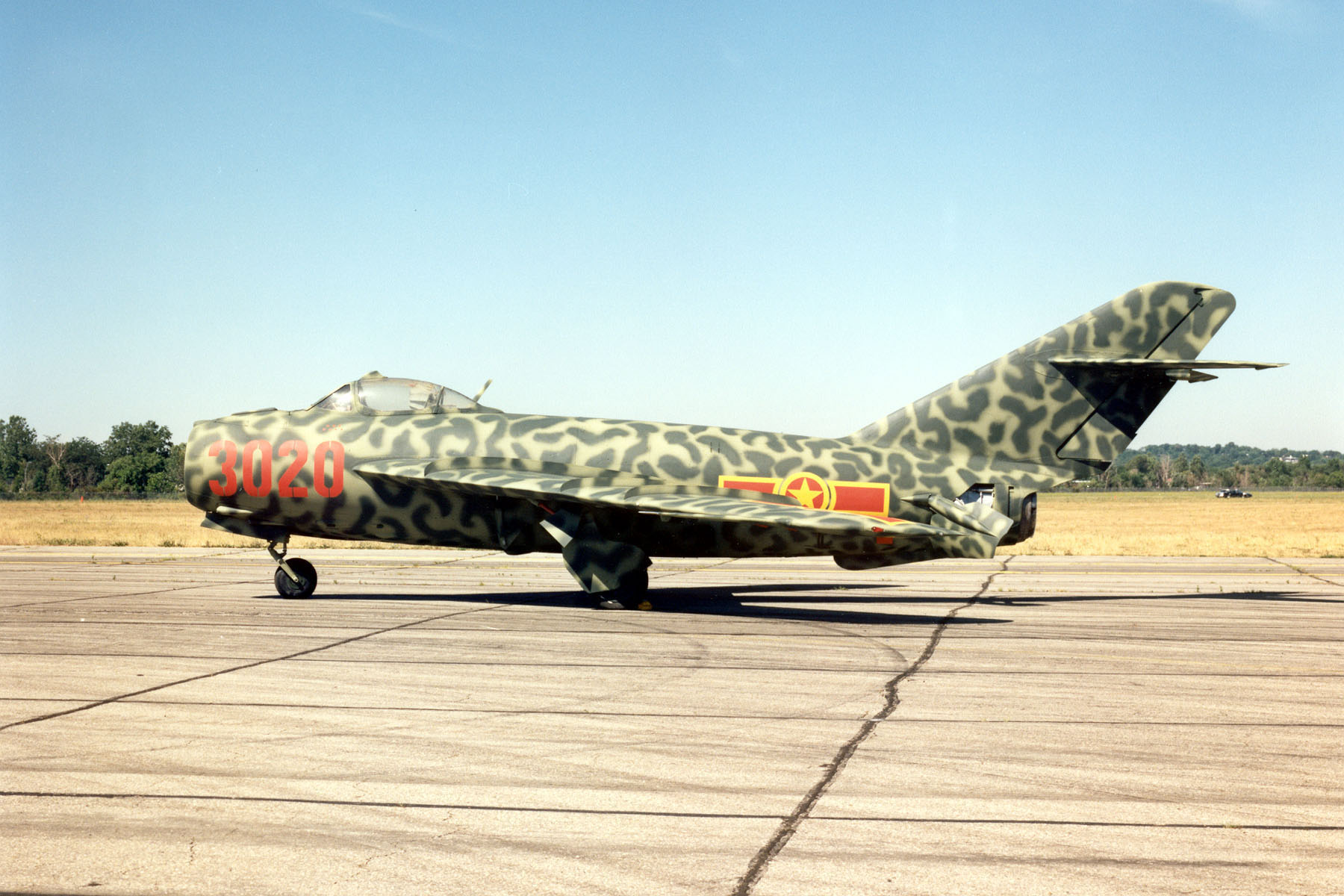
MiG-17 der vietnamesischen Luftstreitkräfte. Gut zu sehen sind die ausgefahrenen Luftbremsen

Die größte Aufmerksamkeit erregte die MiG-17 während ihres Einsatzes in Südostasien. Nach dem Beginn der Luftangriffe auf Nordvietnam 1964 wurde die MiG-17 Teil des Verteidigungskonzeptes Nordvietnams. Obwohl die Hauptlast der Luftverteidigung Boden-Luft-Raketen und der Flak zufiel, wurden die MiG-17 in dieses Abwehrkonzept der radargeführten Luftabwehr integriert. Sie konnten zwar nicht die Erfolge der radargeleiteten Flak oder der Boden-Luft-Raketen erreichen, wurden aber trotz der US-amerikanischen materiellen Überlegenheit gefürchtete Gegner. Gegenüber den modernen Modellen der U.S. Air Force wie der Republic F-105 oder auch der F-4 Phantom II erwiesen sie sich im Dogfight als klar überlegen, da sie wesentlich wendiger waren. Die US-Amerikaner konnten sich jedoch dem Luftkampf aufgrund der höheren Geschwindigkeit ihrer Flugzeuge entziehen. Es kam zu einer Reihe taktischer Manöver seitens der nordvietnamesischen Piloten, die so immer wieder Erfolge erzielen konnten. Trotzdem blieb der Abschuss eines US-amerikanischen Flugzeuges durch eine MiG-17 gegenüber den Verlusten durch andere Abwehrmaßnahmen die Ausnahme. Um sich vor Verlusten bei Angriffen auf Flughäfen zu schützen, wurden die mit einem speziellen Tarnmuster versehenen Maschinen teilweise per Hubschrauber in den Dschungel gebracht und bei Bedarf wieder zurück zu einer intakten Startbahn geflogen.
Der größte Vorteil der MiG-17 in Vietnam war, dass sie über eine sehr starke Kanonenbewaffnung verfügten, welche den modernsten amerikanischen Jägern fehlte. Die USAF zog aus den Luftkämpfen in Korea falsche Schlüsse und glaubte, dass zukünftige Luftkämpfe in der Stratosphäre bei Überschall und nur noch mit Raketen stattfinden würden. Ein Trugschluss, dem auch die Sowjets und noch stärker die Briten unterlagen, welche die Luftabwehr komplett den Boden-Luft-Raketen überlassen wollten und die Entwicklung von Jagdflugzeugen einstellten. Vietnam hatte somit den Vorteil, dass MiGs mit Bordkanonen zum Einsatz kamen. Damalige Luftkampfraketen erwiesen sich jedoch unterhalb 2000 m als praktisch untauglich, da sie vor dem Erdschatten ihre Ziele nicht mehr fanden, zudem konnten die alten MiGs so enge Kurven fliegen, dass ihnen die Raketen nicht folgen konnten. In größeren Höhen wurden die Amerikaner jedoch immer öfter Opfer der Boden-Luft-Raketen, was sie zu Tiefflügen mit Unterschall zwang und sie somit in den Einsatzbereich der MiG-17 brachte. Die erfolgreichsten vietnamesischen Piloten flogen fast alle die veralteten MiG-17. Das Abschussverhältnis lag nach US-Angaben bei 1:3 zugunsten der MiGs, jedoch sollte man hier nicht unberücksichtigt lassen, dass Nordvietnam nie über mehr als 100 einsatzbereite Flugzeuge verfügte (und davon waren 2/3 veraltete MiG-17 oder MiG-19) und somit die USAF kaum Ziele fand, während dessen sich den vietnamesischen Piloten nur zu oft hunderte Ziele anboten, von denen sie sich an die scheinbar leichtesten vom Boden aus heranleiten lassen konnten. Nach amerikanischen Angaben wurden 50 % aller Luftkämpfe durch Bordkanonen entschieden, welche die modernsten amerikanischen Flugzeuge gar nicht mehr besaßen. Diese Erfahrungen führten in Ost und West dazu, auch die modernen Jäger wieder mit Bordkanonen auszurüsten und zum Verzicht auf höchstmögliche Geschwindigkeiten. Die auf den Erfahrungen des Vietnamkriegs basierenden neuen Jäger wie die F-16 hatten wieder Bordkanonen und waren nicht annähernd so schnell wie die F-4 oder F-104, dafür aber im Unterschallflug viel wendiger.
Nachdem Kambodscha 1970 seine neutrale Position aufgegeben hatte, wurden MiG-17 auch bei der Anti-Nordvietnamesischen Allianz eingesetzt, da Kambodscha ebenfalls MiG-17 in seiner Luftwaffe einsetzte.

## Verbleib
Zum Schluss wurde die MiG-17 noch als Trainer in geringen Stückzahlen bei den Luftwaffen der Dritten Welt eingesetzt. Eine relativ große Anzahl dieser Flugzeuge befindet sich in Museen. Einige werden jedoch auch für Vorführungen flugfähig gehalten.

## Militärische Nutzer

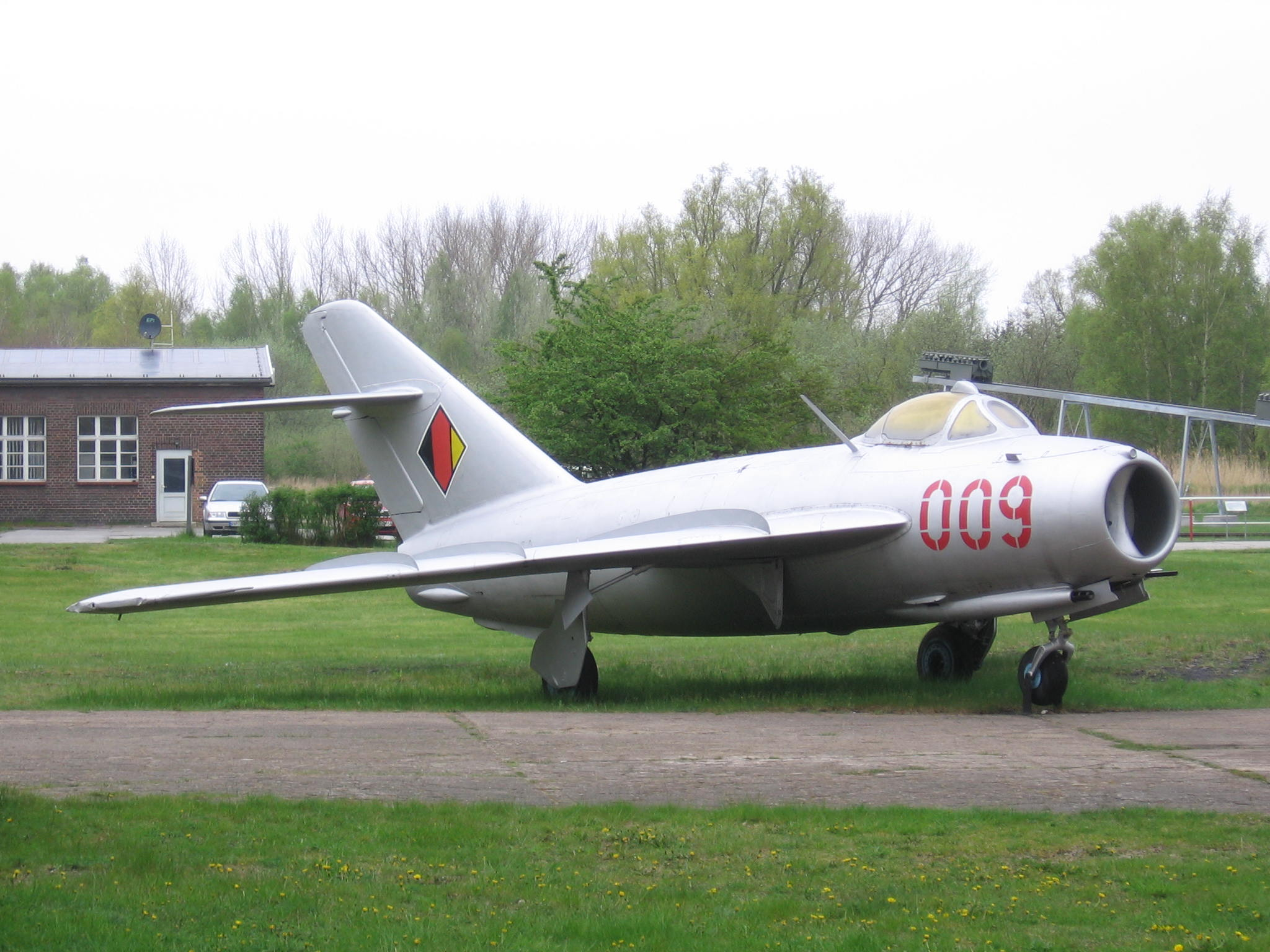
DDR-MiG-17

| - Ägypten - Äthiopien - Afghanistan: etwa 100 MiG-17F ab 1957 - Albanien: 20 inkl. 8 chinesischer JJ-5-Trainer - Algerien - Angola - Bangladesch - Bulgarien - Burkina Faso - Volksrepublik China: Shenyang J-5/JJ-5 - Deutsche Demokratische Republik - Guinea - Guinea-Bissau - Jemen - Kambodscha: 5 MiG-17 + 11 Shenyang J-5 ab 1967 - Republik Kongo - Kuba - Indonesien: MiG-17F and MiG-17PF von 1961 bis 1970 - Irak - Libyen | - Madagaskar - Mali: MiG-17 - Marokko - Mongolei: 17 von 1970 bis 1977 - Mosambik - Nigeria - Nordkorea: J-5 - Pakistan: 50 JJ-5/FT-5 Trainer von 1975 bis 2012 betrieben - Polen - Rumänien: 12 MiG-17PF + 12 MiG-17F ab 1955 - Simbabwe: JJ-5 - Somalia - Sowjetunion - Sri Lanka - Syrien - Tansania: J-5 - Tschechoslowakei: 2 MiG-17F + 34 MiG-17PF - Uganda - Ungarn - Vietnam |

## Technische Daten
| Kenngröße             | MiG-17 (SI)                                                                | MiG-17F                                                                               | MiG-17PFU                                                                             |
| --------------------- | -------------------------------------------------------------------------- | ------------------------------------------------------------------------------------- | ------------------------------------------------------------------------------------- |
| Besatzung             | 1                                                                          | 1                                                                                     | 1                                                                                     |
| Länge                 | 11,26 m                                                                    | 11,09 m                                                                               | 11,68 m                                                                               |
| Spannweite            | 9,63 m                                                                     | 9,63 m                                                                                | 9,63 m                                                                                |
| Höhe                  | 3,80 m                                                                     | 3,80 m                                                                                | 3,80 m                                                                                |
| Flügelfläche          | 22,60 m²                                                                   | 22,60 m²                                                                              | 22,60 m²                                                                              |
| Flügelstreckung       | 4,1                                                                        | 4,1                                                                                   | 4,1                                                                                   |
| Leermasse             | 3.798 kg                                                                   | 3.920 kg                                                                              | 4.182 kg                                                                              |
| Startmasse            | normal 5.202 kg maximal 5.932 kg                                           | normal 5.345 kg maximal 6.075 kg                                                      | normal 5.620 kg maximal 6.552 kg                                                      |
| Flächenbelastung      | 230,18 kg/m² bei normaler Startmasse 262,48 kg/m² bei maximaler Startmasse |                                                                                       | 290 kp/m²                                                                             |
| Triebwerk             | ein TL Klimow WK-1A, Schubkraft 2.648 kp (25,97 kN)                        | ein TL Klimow WK-1F, 2.620 kp (25,69 kN) ohne und 3.380 kp (33,15 kN) mit Nachbrenner | ein TL Klimow WK-1F, 2.620 kp (25,69 kN) ohne und 3.380 kp (33,15 kN) mit Nachbrenner |
| Höchstgeschwindigkeit | 1.114 km/h in 2.000 m                                                      | 1.145 km/h in 3.000 m                                                                 | 1.121 km/h in 4.000 m 1.123 km/h in 5.000 m                                           |
| Landegeschwindigkeit  | 170–190 km/h                                                               | 180 km/h                                                                              | 165 km/h                                                                              |
| Steiggeschwindigkeit  | 47 m/s                                                                     | 65 m/s                                                                                | 55 m/s                                                                                |
| Steigzeit             | auf 5.000 m 3,0 min auf 10.000 6,7 min                                     | auf 5.000 m 2,1 min auf 10.000 m 3,7 min                                              | auf 1.000 m 0,5 min auf 5.000 m 2,5 min auf 10.000 m 4,5 min                          |
| Gipfelhöhe            | praktisch 15.600 m                                                         | praktisch 16.600 m                                                                    | Dienst 14.450 m praktisch 15.850 m                                                    |
| Reichweite            | normal 1.290 km 2.060 km mit Zusatztanks                                   | normal 1.080 km 1.980 km mit Zusatztanks                                              | normal 1.000 km 1.930 km mit Zusatztanks                                              |
| Flugdauer             | 2:53 h                                                                     | 2:53 h                                                                                | 2:39 h                                                                                |

## Bewaffnung

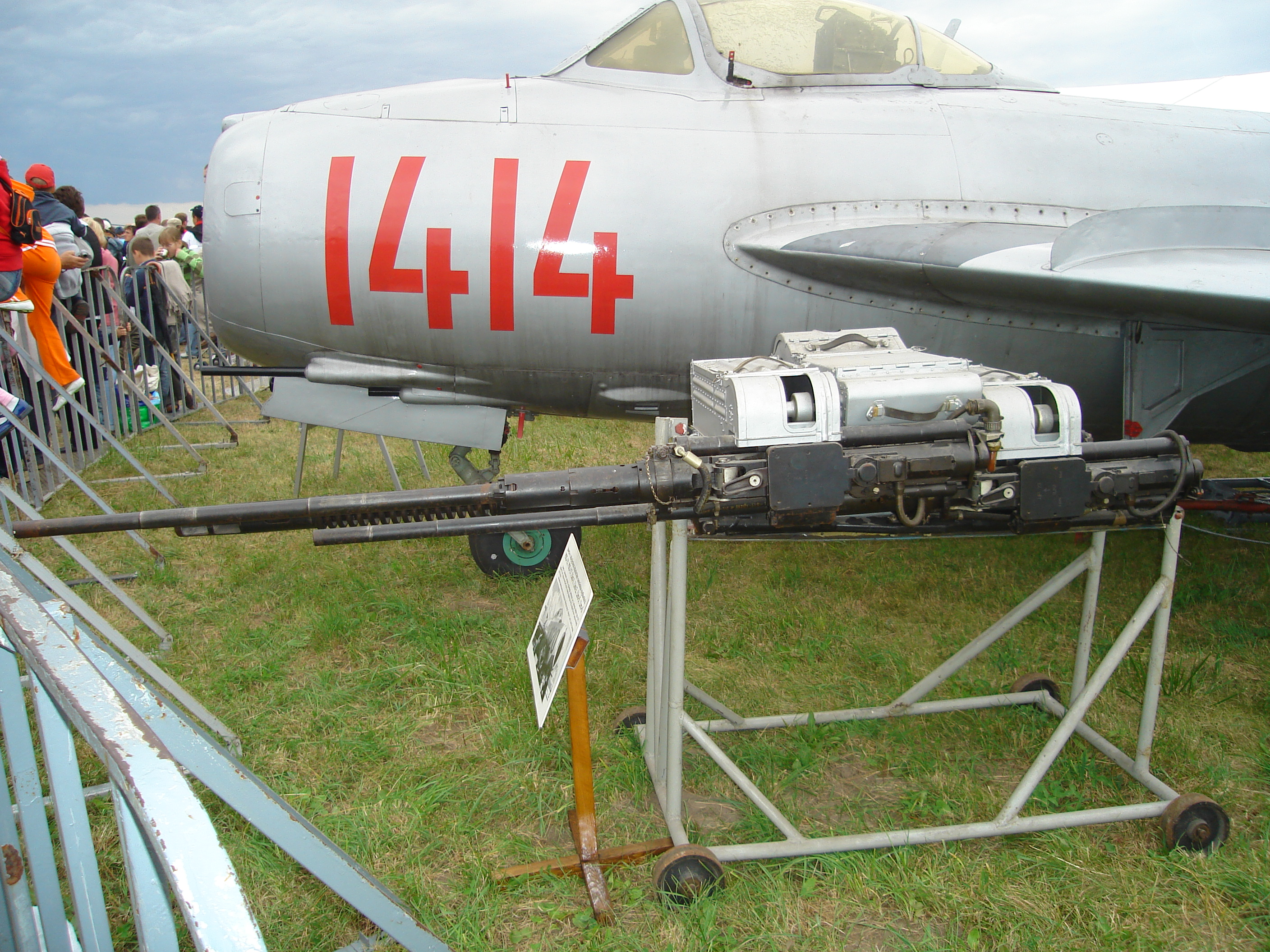
Die kombinierte Waffenanlage der MiG-17, bestehend aus einer 37-mm- und zwei 23-mm-Kanonen

Festinstallierte Rohrwaffen in einer absenkbaren Kanonenwanne
MiG-17 / MiG-17F
- 2 × 23-mm-Maschinenkanonen Nudelman-Richter NR-23 mit je 80 Schuss Munition
- 1 × 37-mm-Maschinenkanone Nudelman N-37 mit 40 Schuss Munition

MiG-17P/PF
- 3 × 23-mm-Maschinenkanonen Nudelman-Richter NR-23 mit je 80–100 Schuss Munition

MiG-17PFU ohne Kanonenbewaffnung
Waffenzuladung von 500 kg an zwei Außenlaststationen BD2-48MiG
Luft-Luft-Lenkflugkörper
- 4 × Startschienen APU-3 für je eine Gruschin RS-1U (AA-1 „Alkali“ bzw. Kaliningrad K-5) – radargesteuerter Mittelstrecken-Luft-Luft-Lenkflugkörper (nur MiG-17PFU)

Ungelenkte Raketen
- 2 × Raketen-Rohrstartbehälter UB-16-57 (je 16 × ungelenkte S-5K-Luft-Boden-Raketen; Kaliber 57 mm)
- 2 × Raketen-Rohrstartbehälter ORO-57K (je 8 × ungelenkte S-5-Luft-Boden-Raketen; Kaliber 57 mm)
- 2 × Raketen-Rohrstartbehälter ORO-212K (je 1 × ungelenkte ARS-212(S-1)-Luft-Boden-Rakete; Kaliber 212 mm)
- 4 × Raketen-Rohrstartbehälter ORO-190K (je 1 × ungelenkte TRS-190-Luft-Boden-Rakete; Kaliber 190 mm)

Freifallbomben
- 2 × FAB-250 (250-kg-Freifallbombe)
- 2 × FAB-100 (100-kg-Freifallbombe)
- 2 × FAB-50 (50-kg-Freifallbombe)

Externe Behälter
- abwerfbarer Zusatztank mit 400 Litern Kerosin
- abwerfbarer Zusatztank mit 475 Litern Kerosin (nur LIM-5M)

## Versionen
| \| Bezeichnung \| Merkmale \| \| --------------------------- \| ----------------------------------------------------------------------------------------------------------------------------------------------------------------------------------------------------------------------------------------------------------------- \| \| I-330 (SI) \| Prototyp der MiG-17, Erprobung Anfang 1950, drei Stück gebaut. Die ersten beiden (SI-1, SI-2) besaßen eine MiG-15bis-Zelle mit neuen Tragflächen, die SI-3 hatte bereits den verlängerten Rumpf der MiG-17. \| \| MiG-17 (Fresco-A) \| Erste Serienversion mit WK-1-Triebwerk ohne Nachbrenner. Bewaffnet mit zwei 23-mm-MK NR-23 und einer 37-mm-MK N-37. Ab Ende 1952 ausgeliefert. \| \| MiG-17H \| Mit der inoffiziellen Bezeichnung MiG-17„H“ wurden in der NVA die MiG-17 des ersten Serienloses bezeichnet, die mit einer verstärkten Hydrauliksteuerung sowie größeren Luftbremsen am Heck nachgerüstet worden waren. \| \| MiG-17P (Fresco-B) \| Ausführung als Allwetterjäger mit Isumrud-Radar und drei 23-mm-MK NR-23. \| \| SP-2 \| 1951 parallel zur MiG-17P getestete Allwetter-Version mit Torij-Radar und zwei 23-mm-MK. Ein WK-1A-Triebwerk. Kein Serienbau. \| \| SN \| Allwetter-Prototyp mit veränderter Bugsektion und seitlich am Rumpf angebrachten Lufteinlasschächten. Wurde 1953 zur Erprobung einer um 40 Grad nach unten oder oben schwenkbaren Waffenanlage (drei 23-mm-MK TKB-495) verwendet. Kein Serienbau. \| \| MiG-17F (Fresco-C) \| Wichtigste Serienversion als Mehrzweck-Tagjäger mit Nachbrennertriebwerk WK-1F. \| \| MiG-17PF (Fresco-D) \| Aus der MiG-17P entwickelte Allwetterversion mit stärkerem Triebwerk. \| \| MiG-17PFU (Fresco-E) \| Letzte Serienversion mit vier Luft-Luft-Raketen RS-1U unter den Tragflächen. Sie war der erste sowjetische Serienjäger mit reiner Raketenbewaffnung. \| \| I-340 / I-360 (SM-1 / SM-2) \| Zwei Prototypen, die Ende 1951 erprobt wurden. Sie waren mit jeweils zwei AM-5A- (I-340) und (I-360) AM-5F-Antrieben ausgestattet. Die I-360 erreichte damit eine Höchstgeschwindigkeit von 1193 km/h in 1000 m Höhe. Vorläufer der SM-Reihe (MiG-19-Prototypen). \| \| LIM-5 \| Polnische Lizenzausführung der MiG-17F (LIM steht für „Licencyjny Myśliwiec“, Lizenzjäger). \| \| LIM-5P \| Polnische Lizenzausführung der MiG-17PF. \| \| LIM-5M \| Modifizierte Erdkampfversion auf Basis der LIM-5. \| \| LIM-5MR \| Aufklärer mit Kameras im Bug, aus der LIM-5M entwickelt. \| \| LIM-5R \| Jagd/- Aufklärungsversion der LIM-5 (MiG-17F) mit Kameras im Bug. \| \| LIM-6 \| Polnische Weiterentwicklung der MiG-17F zum Jagdbomber. Verbesserte Versionen waren die LIM-6bis (leistungsstärkere LIM-6), LIM-6R und LIM-6bisR (beides Jagdaufklärer). \| \| LIM-6M \| Durch Umbau von LIM-5P (MiG-17PF) entstandene Schlachtflugzeug-Ausführung. \| \| S-104 \| Bezeichnung für an die ČSSR gelieferte und eingesetzte MiG-17PF. S steht für „Stíhací letadlo“=Jagdflugzeug. \| \| Shenyang J-5 \| Chinesischer Nachbau der MiG-17F. J steht für „Jianji“ = Jagdflugzeug. \| \| Shenyang J-5A \| Chinesischer Nachbau der MiG-17PF \| | |
| Bezeichnung | Merkmale |
| I-330 (SI) | Prototyp der MiG-17, Erprobung Anfang 1950, drei Stück gebaut. Die ersten beiden (SI-1, SI-2) besaßen eine MiG-15bis-Zelle mit neuen Tragflächen, die SI-3 hatte bereits den verlängerten Rumpf der MiG-17.                                                       |
| MiG-17 (Fresco-A) | Erste Serienversion mit WK-1-Triebwerk ohne Nachbrenner. Bewaffnet mit zwei 23-mm-MK NR-23 und einer 37-mm-MK N-37. Ab Ende 1952 ausgeliefert. |
| MiG-17H | Mit der inoffiziellen Bezeichnung MiG-17„H“ wurden in der NVA die MiG-17 des ersten Serienloses bezeichnet, die mit einer verstärkten Hydrauliksteuerung sowie größeren Luftbremsen am Heck nachgerüstet worden waren.                                            |
| MiG-17P (Fresco-B) | Ausführung als Allwetterjäger mit Isumrud-Radar und drei 23-mm-MK NR-23. |
| SP-2 | 1951 parallel zur MiG-17P getestete Allwetter-Version mit Torij-Radar und zwei 23-mm-MK. Ein WK-1A-Triebwerk. Kein Serienbau. |
| SN | Allwetter-Prototyp mit veränderter Bugsektion und seitlich am Rumpf angebrachten Lufteinlasschächten. Wurde 1953 zur Erprobung einer um 40 Grad nach unten oder oben schwenkbaren Waffenanlage (drei 23-mm-MK TKB-495) verwendet. Kein Serienbau.                 |
| MiG-17F (Fresco-C) | Wichtigste Serienversion als Mehrzweck-Tagjäger mit Nachbrennertriebwerk WK-1F. |
| MiG-17PF (Fresco-D) | Aus der MiG-17P entwickelte Allwetterversion mit stärkerem Triebwerk. |
| MiG-17PFU (Fresco-E) | Letzte Serienversion mit vier Luft-Luft-Raketen RS-1U unter den Tragflächen. Sie war der erste sowjetische Serienjäger mit reiner Raketenbewaffnung. |
| I-340 / I-360 (SM-1 / SM-2) | Zwei Prototypen, die Ende 1951 erprobt wurden. Sie waren mit jeweils zwei AM-5A- (I-340) und (I-360) AM-5F-Antrieben ausgestattet. Die I-360 erreichte damit eine Höchstgeschwindigkeit von 1193 km/h in 1000 m Höhe. Vorläufer der SM-Reihe (MiG-19-Prototypen). |
| LIM-5 | Polnische Lizenzausführung der MiG-17F (LIM steht für „Licencyjny Myśliwiec“, Lizenzjäger). |
| LIM-5P | Polnische Lizenzausführung der MiG-17PF. |
| LIM-5M | Modifizierte Erdkampfversion auf Basis der LIM-5. |
| LIM-5MR | Aufklärer mit Kameras im Bug, aus der LIM-5M entwickelt. |
| LIM-5R | Jagd/- Aufklärungsversion der LIM-5 (MiG-17F) mit Kameras im Bug. |
| LIM-6 | Polnische Weiterentwicklung der MiG-17F zum Jagdbomber. Verbesserte Versionen waren die LIM-6bis (leistungsstärkere LIM-6), LIM-6R und LIM-6bisR (beides Jagdaufklärer).                                                                                          |
| LIM-6M | Durch Umbau von LIM-5P (MiG-17PF) entstandene Schlachtflugzeug-Ausführung. |
| S-104 | Bezeichnung für an die ČSSR gelieferte und eingesetzte MiG-17PF. S steht für „Stíhací letadlo“=Jagdflugzeug. |
| Shenyang J-5 | Chinesischer Nachbau der MiG-17F. J steht für „Jianji“ = Jagdflugzeug. |
| Shenyang J-5A | Chinesischer Nachbau der MiG-17PF |